# 北海道中央バス
北海道中央バス株式会社（ほっかいどうちゅうおうバス、英: HOKKAIDO CHUO BUS CO., LTD.）は、北海道の道央圏を中心にバス事業などを行う企業。本社機能は小樽市と札幌市に分けて設置するが、対外向けには本店を置く小樽市を本社所在地としている。
後志・石狩・空知地方のバス事業者が統合し発足。2023年（令和5年）3月31日現在の路線免許キロは5185km、路線数は224路線・533系統、車両数は乗合・貸切バス合計1022両。路線バス車両数は北海道内3564台 中約3割を占める北海道内では最大規模のバス事業者である。

## 歴史

### 発足まで
後志・石狩・空知地方では大正から昭和初期にかけてバス事業者が次々と誕生した。1933年（昭和8年）10月1日の自動車交通事業法施行までは書類さえ揃っていればよいという状況で需給状況は勘案されていなかったことから、小樽・札幌市内や主要駅と周辺村落をバスで結ぶために事業者が乱立状態となった。3支庁管内の1932年（昭和7年）末時点でのバス事業者数は40を超え、廃業・譲渡も多く経営の移り変わりが絶えなかった。
鉄道大臣の八田嘉明は1942年（昭和17年）、人手や物資の不足が顕著となったことからバス事業者を統合する方針を表明。これを受けた北海道庁は同年10月12日、北海道における旅客自動車運輸事業統合要綱（いわゆる戦時統合）を発表。道内を7地域に分け、各地域で1社に統合する準備が進められた。
後志・石狩・空知地方はこの時点で22事業者 があり、札幌市が経営する事業は規模や官と民の違いなどから対象外とされ、残る21事業者での統合が進められることとなった。資産や営業権の評価などに時間がかかり、特に鉄軌道兼営事業者はバス事業を切り離すことによって鉄軌道の経営に影響が出る恐れもあり、統合ではなく休止、あるいは統合除外の希望があり難航したが、当局の調整もあって1943年（昭和18年）2月7日、21事業者はバス事業を新会社へ譲渡することを決議した。同年3月1日に北海道中央乗合自動車株式会社として仮営業を開始。鉄道省の混乱から正式な譲渡認可日は同年12月1日、運輸開始日は1944年（昭和19年）1月27日となった。
設立時の概要
- 本社所在地：北海道小樽市稲穂東3丁目29
- 資本金：135万円
- 事業所：
  - 小樽支社 - 営業所（小樽、赤井川、泊、寿都、磯谷）、整備工場（小樽）
  - 札幌支社 - 営業所（札幌、豊平、厚田、夕張、江別、長沼、美唄、滝川、芦別）

- 車両数：175台

#### 被統合事業者
小樽市街自動車（小樽）
1920年（大正9年）に小樽乗合自動車、翌1921年（大正10年）に小樽市街自動車が発足。ともに小樽市内線を運行したが、乗客の奪い合いや乗務員同士の小競り合い、経営者間の紛争にまで発展し経営状態は悪く、1923年（大正12年）に両社が合併。新・小樽市街自動車として再発足した。
小樽市議会では1927年（昭和2年）にバス路線を市営化するよう提案したが買収価格が折り合わなかった。また軌道敷設を計画し、1928年（昭和3年）3月27日付で稲穂町西3丁目から奥沢町5丁目間、緑町4丁目間、長橋町間、計7.5 kmの軌道敷設免許を受けたが、建設資金を捻出できず、また小樽市街自動車の反対により実現されなかった。
1931年（昭和6年）には小樽郊外自動車が発足し、小樽から余市までのバスを運行した。小樽市街自動車はこれに対抗し1932年（昭和7年）に小樽から塩谷までの運行を開始。競争状態となり、小樽郊外自動車は3年で運行を廃止。小樽市街自動車が余市まで運行するようになった。
北海道中央乗合自動車の母体となった事業者である。
札幌自動車（札幌）
1925年（大正14年）春、札幌乗合馬車自動車が札幌から月寒までを運行。1926年（大正15年）6月に自動車部を札幌自動車へ分離独立させた。同年に、札幌電気軌道（路面電車市営化前の民間事業者）路線との並行区間が多く経営状態が良くなかった札幌乗合自動車を買収し、電車並行路線の廃止など整理を行った。
1928年（昭和3年）に事業を拡張。翌年までに余市駅前 - 古平、寿都 - 原歌、岩内駅前 - 泊、江別駅前 - 幌向8号を開設した。岩内 - 泊間の路線は1930年（昭和5年）に盃まで、1936年（昭和11年）に神恵内まで延長。また余市 - 古平間を運行していた種田自動車を買収している。
札幌自動車は道内他地域にも進出し、標津 - 羅臼、早来駅前 - 浜厚真、稚内桟橋駅 - 宗谷 - 尻臼、中越駅前 - 白滝駅前を運行していたため、他地域の統合においても重複して対象事業者となっている。
札幌観江バス（札幌）
小樽定山渓自動車道（小樽）
1930年（昭和5年）設立。小樽と定山渓の間に自動車専用道路（のちの北海道道1号小樽定山渓線）の敷設を計画し1932年（昭和7年）10月に完成。1933年（昭和8年）5月20日から小樽 - 定山渓間のバスを運行した。
1937年（昭和12年）より小樽市街自動車に経営を委託したが、バスが代燃車になってからは急カーブや急勾配の道路を運行するのが難しくなり、1935年（昭和10年）に運休となった。
定山渓鉄道（札幌）
札幌駅 - 豊平 - 定山渓 - 豊平峡でバスを運行していた定山渓自動車を1931年（昭和6年）8月8日に買収。1932年（昭和7年）5月8日より札幌駅 - 豊平 - 定山渓で運行した。
北海道鉄道（札幌）
山崎自動車店（江別）
1930年（昭和5年）篠津村の梅村自動車が江別駅前 - 新篠津で運行を開始。1936年（昭和11年）に山崎自動車店が買収した。
厚田自動車（厚田）
1932年（昭和7年）に石狩の堀江自動車が石狩八幡町 - 太美を、厚田の竹本自動車が厚田 - 石狩八幡町を運行。経営権の移管を経て、1940年（昭和15年）に厚田自動車を組織した。
後志自動車（札幌）
1930年（昭和5年）に南尻別の藤田自動車が昆布駅前 - 宮川温泉で運行を開始。1931年（昭和6年）に後志自動車を組織し藤田自動車の営業権を買収し既存路線のほか、昆布温泉 - 狩太駅、蘭越駅 - 磯谷 - 湯別駅（寿都鉄道）を運行した。
余市赤井川自動車（赤井川）
1941年（昭和16年）に余市駅前 - 赤井川都 - 明治鉱山 - 銀山駅前で運行開始。冬期は運休であった。
余市臨港バス（余市）
滝川バス（滝川）
1926年（大正15年）9月30日に滝川自動車運輸を設立。滝川から橋本を経て浦臼、雨竜、南幌加、西徳富までを運行。1930年（昭和5年）1月に浜益村の幌 - 茂生 - 昆砂別、茂生 - 柏木 - 御料滝沢を追加した。1932年（昭和7年）に商号を滝川バスへ変更。1934年（昭和9年）1月には滝川 - 浜益の直通路線を開設した。
佐藤自動車（月形）
佐藤自動車は1925年（大正14年）より月形 - 峰延、岩見沢を運行。石狩川は車両を渡船に載せ渡った。1927年（昭和2年）6月に岩見沢自動車商会が岩見沢 - 茂世丑、月形の運行を開始すると両社は競争となり、乗務員同士の争いも絶えなかった。岩見沢自動車商会は1928年（昭和3年）9月に商号をアサヒ自動車商会に変更。一方の佐藤自動車は過当競争に堪えかね、車両をアサヒ自動車商会に譲渡しバス事業から撤退した。
ところがアサヒ自動車商会は戦中の混乱で燃料の割当が中止されると経営難に陥り、1941年（昭和16年）にバス事業を廃止してしまった。これにより佐藤自動車は代燃車を使い月形 - 峰延、岩見沢でバス事業を再開した。
美唄自動車運輸（美唄）
1927年（昭和2年）5月1日設立。美唄駅前 - 月形、南美唄を運行していたが経営難に陥り、1936年（昭和11年）6月に小樽市街自動車の出資を受けて再発足し、美唄駅前 - 三井美唄、峰延を追加した。
前田自動車（長沼）
1906年（明治39年）12月より馬橇を使って長沼 - 由仁駅を結んでいたが、1922年（大正11年）7月にこれをバスに切り替えた。1927年（昭和2年）6月に長沼 - 栗山を追加。ハイヤーの運行も行っていた。
夕張バス（夕張）
1930年（昭和5年）5月山田多市を代表取締役として夕張乗合自動車が本町6丁目に設立され、同年6月1日から中型バス2台で鹿ノ谷駅前 - 夕張本町栄橋間を毎日午前6時30分から午後11時30分まで30分ごとに運行した。1934年（昭和9年）に安井一夫は札幌で経営していた札幌乗合自動車が市に買収されたので、その資金で代表取締役になり、同時に商号を夕張バスに改称。1936年（昭和11年）に小樽市街自動車の出資を受け、代表取締役に新谷専太郎を迎え、鹿ノ谷駅前 - 若菜、沼ノ沢駅前 - 真谷地を追加し、車両もフォード5台に増車した。
芦別合同自動車（芦別）
1928年（昭和3年）にサカエ自動車が設立され芦別駅前 - 新城を運行。1937年（昭和12年）4月に芦別合同自動車が事業を譲り受け、芦別駅前 - 神居古潭駅前に延長した。
加地自動車（妹背牛）
妹背牛は雨竜・北竜・秩父別方面に至る交通の要衝で、昭和初期には妹背牛駅前 - 雨竜を運行する加地自動車、妹背牛駅前 - 和（北竜）を運行する妹背牛自動車、妹背牛駅前 - 秩父別を運行する金井自動車があった。1931年（昭和6年）10月10日に札沼線が全線開通すると乗客が激減し廃業する事業者が出た。加地自動車は経営者が変わりながらも運行を継続した。
沼田自動車（沼田）
1927年（昭和2年）4月に小平自動車が沼田 - 和のバスとハイヤーを運行したが、1930年（昭和5年）4月に大坂屋自動車部が沼田 - 多度志の営業を始めると経営は不振となり両社とも頓挫した。1933年（昭和8年）4月に小平自動車などが沼田自動車を組織し沼田 - 多度志でバスの運行を再開。ハイヤーの運行も再開した。
深川自動車（深川）
1937年（昭和12年）5月7日にハイヤー事業者などが参加し設立。深川駅前 - 音江 - 江部乙駅前と深川駅前 - 入志別 - 納内駅前を運行した。
五井自動車（妹背牛）
妹背牛自動車の廃業を受けて、1939年（昭和14年）に車両を譲り受け妹背牛駅前 - 和で運行した。

### 戦中・戦後の混乱期
発足当初は戦争末期でたちまち苦難な状況に陥った。物資不足、応召による従業員不足、人員補充による人件費増加が重なり、バスの運行は非常措置により従来の40 %に縮小し100台近くの予備車を抱えるに至った。女性職員の採用や遊休施設を売却し支払いに充当するなどで場を凌いだ。バスの運行に欠かせない燃料はあらゆる手段を講じて確保に奔走し、ガソリンの1滴は血の1滴とまで言われ、代用燃料は最も生産量の多い木炭が普及していたことから木炭が9割、薪が1割使用された。
1944年（昭和19年）に入ると戦局は深刻となり、真に必要とされる路線以外は全面的に事業が休止させられ、夕張営業所は同年4月に休止され、11月に廃止となった。
1945年（昭和20年）8月15日、満身創痍の状態で終戦を迎えた。窓は割れベニヤ板で処置、座席も荒れ放題であった。軍隊が放出した車両が出回ったが、バスに転用する改装に苦労し、ガソリンは足らず、どん底の様相を呈した。これに対し輸送需要は激増したことからバス事業の急速な再建を要請されるようになった。休止路線の再開や新規路線の開拓に努め、これまで統合当時のまま個々に運行していた路線を延長して相互に連絡を図るなど運行の合理化を進め、1951年（昭和26年）4月の札樽線開設をもって全社線連絡を完了し、1953年（昭和28年）までに大半の主要道路への路線開設を完了した。
また、商号は他社との申し合わせもあり北海道中央乗合自動車としたが、商号の自由化と親しまれる呼称を考慮し、1949年（昭和24年）6月3日に北海道中央バスと変更した。
この商号変更の1箇月前に株式の譲渡制限を解除した。札幌証券取引所から上場の働きかけがありその前提として解除したもので、約10箇月の準備期間を経て1950年（昭和25年）3月20日に札幌証券取引所に上場した。

### 三大事件
戦後の混乱から立ち直り、業績が向上つつあった昭和20年代後半から昭和30年代前半にかけ、経営を根底から揺さぶる事件が3件相次いだ。いわゆる「三大事件」である。

#### バス炎上事故
1951年（昭和26年）7月26日午後1時頃、札幌発石狩行の路線バスが始発の五番舘（後の札幌西武）前を発車。40メートルほど進んだところで運転席後部から炎が噴き出し、瞬く間に車内へ燃え広がり全焼。12名が死亡し、32名が重軽傷を負った。この車両は非常口が無く、乗降ドアが構造上パニック状態の乗客が障害になって十分に開かなかったこと、窓枠にガラス破損防止のため鉄パイプの保護棒を取り付けていたため窓からの脱出は困難であったことが死傷者を多くした。
このバスには石狩の映画館に依頼され、ブリキ缶に入った映画フィルム22巻が積まれていた。当時の映画フィルムは可燃性のセルロイド製であり、バスに積み込まれるまでの約2時間、強い陽射しに晒され加熱状態になっていたことから延焼を大きくする結果になったとされる。乗務員が逮捕され、整備不良の疑いで捜査を受け、刑事事件にまで発展する事態となった。出火原因はタバコの不始末、バッテリーのリード線からフィルムに引火、バスの振動によりフィルムが緩み摩擦熱で発火など様々な推測がなされたが、どれも決め手がなく原因不明のまま捜査は終了した。
この事故を機に、可燃物など危険物の持ち込み禁止、乗降ドアの改良、非常口の設置、窓枠保護棒の撤去など保安基準が強化された。

#### 長期労働争議
1953年（昭和28年）6月、労働組合から賃上げ要求があったが、会社はバス炎上事故の補償などで資金難に陥っており、満額要求には応じられなかった。幾度の団体交渉も不調に終わり、同月15日より貸切バス乗務拒否、17日に時間外勤務拒否など労働争議に発展した。22日になり会社は増額回答したが組合は納得せず、23日に24時間ストライキ、翌24日から無期限ストライキに突入した。一部組合員が拒否したため営業所によっては通常運行を確保できたが、組合員の中でもストライキ賛成派と反対派の対立が激化。賛成派支援団体の扇動もあって長期化など事態は深刻化した。
長期化するストライキに対して沿線住民からは批判の声が高まり、また組合内部でも支援団体の強い扇動に批判が出るようになった。北海道労働委員会が斡旋に乗り出す意向を見せたが組合は応じず、会社も中途半端な妥協はしないと膠着状態になり、小樽市長などから早期解決を要請される事態となった。
労使双方の代表者が非公式に接触し、解決の糸口として第三者を交えずお互いに腹を割って話し合う機運が芽生えた。7月2日から小樽市内のホテルで支援団体などを交えず非公開で団体交渉を行った。会社の提示を組合が受け入れ、労使双方が信頼関係のもとで話し合うことが大切であるという教訓を残し、11日間にわたるストライキに終止符を打った。
労使双方ともに痛手を負ったこの争議以降は労使協調路線をとり、ストライキは発生していない。分裂した労働組合は1971年（昭和46年）3月に一本化されている。

#### 株買い占め事件

松川嘉太郎翁像（北海道小樽市、2021年9月19日撮影）

1957年（昭和32年）7月、社用で上京した社長の松川嘉太郎は、国際興業の小佐野賢治の仲介により東京急行電鉄（東急）の五島慶太と面会した。五島は北海道のバス事業発展のために中央バスを通じて投資したいから協力してほしいと申し入れたが、内心は中央バス株の買い占めであることを察知した松川はこれを断った。
1958年（昭和33年）8月、中央バスの株価が急騰。北海道博覧会開催による観光景気と見られていたが、実際は東急が買収工作を仕掛けていたためであった。360万株のうち中央バス役員などが約3分の1を持ち残りが社外であったが、このうちすでに40万株が東急に移っていると見られた。9月中旬には北海道の商工部長から、道内のバス事業者を資本豊富な東急の傘下に入れてはどうかと申し入れがあったが即座に断った。10月上旬に専務が上京した際には東急から役員を送り込みたいと持ちかけられたがこれも断った。
このような事態を重大視し、松川は朝里川温泉に全役員を集め事情を説明。10月23日に松川名で株主に対し東急に株を売り渡さないよう要請状を送り、同月28日に小樽で、翌29日に札幌で大株主を集め協力を要請した。どうしても売りたい場合は新たに設立した中央商事（現・中央バス総業）が東急と同じ価格で買い取るとした。労働組合も全面的に協力した。
残る社外株は従業員の縁故など小樽の人々で占められており、東急の影響を受けることはまずないとは考えられていたが、相手は会社乗っ取りで名を売った五島慶太。どんな術策で来るか計り知れないものがあった。小樽の人々は地元の企業を守ろうと中央バスに協力する者が多く動揺も最小限で済み、この状態に東急は歯が立たず買収を断念。心配された1959年（昭和34年）5月の株主総会も平穏に終わった。
東急が保有する中央バス株は、小佐野を通じて北炭観光（後の三井観光開発、現・グランビスタ ホテル&リゾート）に売却された。その三井観光開発保有株は1975年（昭和50年）に売却の申し入れがあり、北海道拓殖銀行、北海道銀行などに引き受けてもらった。過半数は役員・従業員および中央バス総業が保有している。

### 経営基盤の強化
昭和30年代に入り、戦後の混迷期から立ち直り高度経済成長期を迎えた。中央バスの業績も急カーブで上昇し、路線バスは増車に次ぐ増車、貸切バスは観光ブームの効果で飛躍的な伸びを見せた。
路線網の拡大とともに施設の拡充も図られた。営業所へ乗り場の併設、つまりバスターミナル化は1951年（昭和26年）の月寒ターミナルが最初であるが、自動車ターミナル法が整備された1959年（昭和34年）以降は各営業所を法に基くバスターミナルに改築したほか、法に基かないがターミナルとして整備した施設もある。
女性の深夜勤務には制限があったが、乗客から終発繰り下げの要望もあった。1963年（昭和38年）4月1日に小樽市内線の最終便を30分繰り下げ午後10時30分としたが、これを機に午後10時以降の便で車掌を乗務させないワンマン運転を開始した。道路状況の改善でワンマン運転に支障がなくなったことや、路線・車両の増加による人件費の抑制に効果を発揮。以降道路状況が改善された路線を随時ワンマン運転に切り替え、1972年（昭和47年）をもって女性車掌の採用を終了。後に定期観光バス以外全路線がワンマン化された。
営業所など施設の増改築が相次いでいた昭和40年代前半は神武景気の効果も終わりを告げ、1973年（昭和48年）には追い討ちをかけるよう第一次オイルショックが発生。全国に不況の波が押し寄せた。石油依存のバス事業は原油高等で打撃を受け、燃料の節約、経費削減、合理化を訴えた。幹部社員の昇給辞退、不採算路線の見直し、営業所の統廃合、運賃値上げなどあらゆる手段を講じたところ、これらが実を結んで増収となる結果になった。
1979年（昭和54年）の第二次オイルショックでは、不採算路線の再見直しや運転操作の改善による燃費向上に努めたほか、燃料が大型の約半分で済む中型バスを導入し、燃料費節減に効果をあげた。
この頃から関連事業への進出を本格化し、ニセコアンヌプリスキー場の開発や小樽市より天狗山スキー場を譲受するなど観光開発のほか、建設業などに経営参画して「中央バスグループ」を構成。過疎やモータリゼーションの進行で利用者数に陰りが見え、頭打ち状態のバス事業以外で利益確保を行っている。

### 安定、更なる成長へ
昭和50年代後半から同60年代は札幌圏で各種博覧会や競技大会の開催が多く、会場輸送を担当するなど好調であった。1983年（昭和58年）11月に運行を開始した高速いわみざわ号など本格的な高速バス時代の幕開けもあったが、この好況は長続きせず、貸切バス事業の合理化や全路線の60 %を占める過疎路線の整理など、健全経営体質づくりを進めることが課題となった。
貸切バス事業は北海道観光に支えられ1990年（平成2年）は改善されたが、円高ドル安による海外旅行ブームで翌年に再び悪化した。加えて貸切バス事業の新規参入自由化により台数増や価格破壊など競争が進み、他社よりコストの高い中央バスの経営を圧迫するようになってきた。貸切事業検討委員会を設け営業体制の強化やコスト切り下げが行われ、後に中央観光バスを設立している。
路線バス事業の過疎路線問題は深刻で、見直しが避けて通れない状況になった。1990年（平成2年）に北空知バスを設立し、深川市など空知地方北部の路線を同社に譲渡。地域密着型の運営やコスト削減に効果を発揮した。
このほかにも関連事業の強化や長沼ターミナルの譲渡、都市間高速バスの共同運行化、新千歳空港連絡バス路線見直しなどコスト削減と同時に利便性向上などのあらゆる対策を講じている。

### 2020年代
2019年以降、運転手の15％にあたる約200人が離職。運転手のやりくりが困難となり、休日出勤などで対応せざるを得なくなった。このため2023年12月には、札幌市内や近郊を走る12路線を改編。JR札幌駅など市中心部への乗り入れをやめ、最寄りの地下鉄駅まで短縮して人員不足を補うこととなった。

### 年表
- 1943年（昭和18年）
  - 3月1日 北海道中央乗合自動車仮営業開始[63]。
  - 12月1日 被統合事業者からの譲受が正式認可[63]。
- 1944年（昭和19年）1月27日 設立登記完了[64]。
- 1949年（昭和24年）
  - 6月3日 商号を北海道中央バス株式会社に変更[65]。
  - 10月6日 一般貸切旅客自動車運送事業免許[65]。
- 1950年（昭和25年）3月20日 株式を札幌証券取引所に上場[65]。
- 1951年（昭和26年）
  - 4月20日 札樽線運行開始により全社線が繋がる[66]。
  - 7月26日 バス炎上事故発生。44名死傷[66]。
- 1957年（昭和32年）7月2日 定期観光バス免許、運行開始[67]。
- 1958年（昭和33年）11月1日 株買い占め事件に関連し、中央商事（現・中央バス総業）設立[67]。
- 1968年（昭和43年）4月25日 ニセコバスを関連会社とする[68]。
- 1972年（昭和47年）12月27日 ニセコアンヌプリスキー場営業開始[69]。
- 1979年（昭和54年）
  - 4月3日 札幌第一観光バス設立[70]。
  - 12月22日 小樽市より天狗山スキー場譲受[71]。
- 1980年（昭和55年）8月11日 勝井建設工業を関連会社とする[71]。
- 1981年（昭和56年）6月1日 中央バス新琴似自動車学校（現・中央バス自動車学校）開校[71]。
- 1990年（平成2年）2月6日 北空知バス設立。同年4月1日に深川営業所・路線を譲渡[72]。
- 1993年（平成5年）11月18日 道新観光より貸切バス事業譲受、虹観光バス設立[73]。
- 1996年（平成8年）2月10日 豊浜トンネル岩盤崩落事故発生。走行中の路線バスが巻き込まれ乗務員・乗客19名全員死亡[74]。
- 2000年（平成12年）1月24日 中央観光バス設立[75]。一部を除き観光貸切事業を譲渡。
- 2001年（平成13年）4月1日 札幌市交通局より白石自動車営業所の施設・路線譲受[76]。
- 2004年（平成16年）4月1日 札幌市交通局より新川自動車営業所、東自動車営業所の施設・路線譲受[76]。
- 2021年（令和3年）4月1日 観光事業推進本部を新設。同日付で旅行代理店子会社の株式会社シィービーツアーズを吸収合併し、下部組織の「シィービーツアーズカンパニー」として直営化[77][78][79]。
- 2023年（令和5年）12月1日 乗務員不足の深刻化により、大規模なダイヤ改正を実施[80]。
- 2024年（令和6年）
  - 4月1日 事務子会社の中央バスビジネスサービス株式会社を吸収合併。委託していた乗車券発売等の窓口業務を直営化[81]。
  - 9月13日 ニセコバスの完全子会社化を決定[82]。
  - 9月14日 17時01分頃、道央自動車道北広島IC - 恵庭IC間において、空港連絡バス、北24条駅16時20分発、新千歳空港行きの車両で火災が発生した[83]。バスは路肩に停止した後に炎上し、乗客と運転手計13人は車外に逃げてけが人はいなかった。火災は約2時間半後に消防が消し止めた[84]。
  - 9月30日 ニセコバスを完全子会社化予定[82]。

## 事業所
| 本社（本店） |  | 札幌の本社機能やバス事業部が入る札幌ターミナル |
| 本社（本店） |  | 札幌の本社機能やバス事業部が入る札幌ターミナル |

2023年（令和5年）4月1日現在、すべて北海道に所在。
本社（本店）
小樽市色内1丁目8-6
- 総務部、労務部
- 建物は旧北海道銀行本店（1912年7月建造）を使用。

札幌本部
札幌市中央区大通東1丁目3
- 経営企画室、整備部、観光事業推進本部、バス事業統括部、不動産・関連事業部

### 営業所・ターミナル
営業所には主な一般路線運行区域を示す。路線については各営業所記事を参照。
小樽事業部、札幌事業部、空知統括事務所（旧・空知事業部）は、バス事業部として統合された。管内節分けは旧事業部・事務所管轄による。

#### 小樽管内
真栄営業所
小樽市真栄1丁目7-7

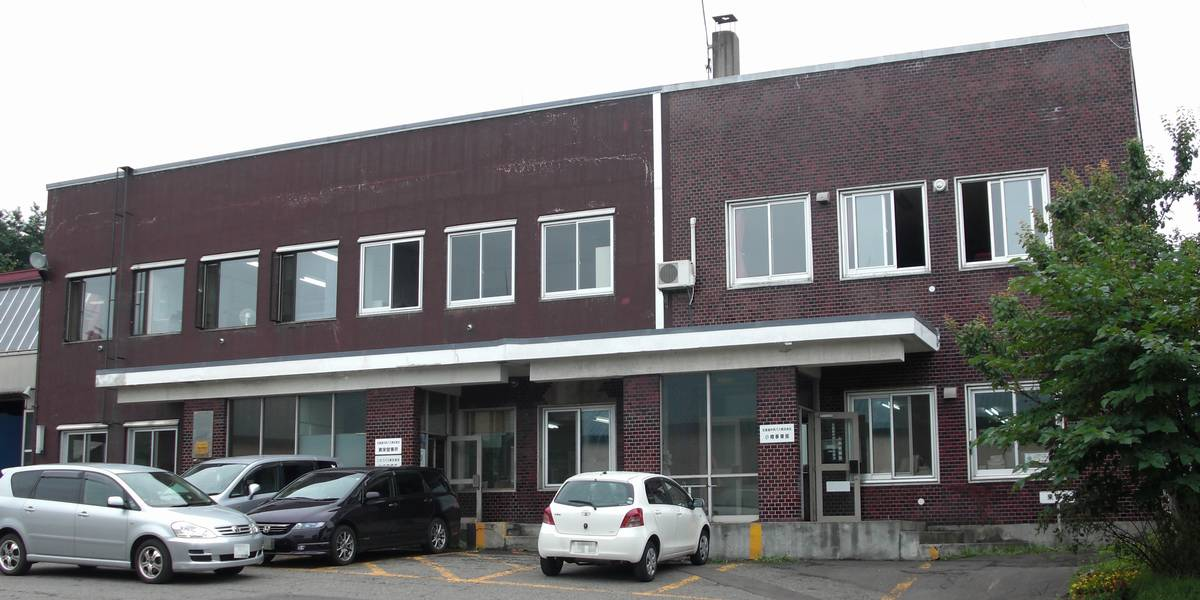
小樽事業部が置かれていた真栄営業所

- 小樽市・余市町・古平町・積丹町・都市間高速バス・定期観光バス

おたもい営業所
小樽市オタモイ1丁目4-10
- 小樽市

余市営業所
余市郡余市町梅川町775
- 余市町・小樽市・古平町・積丹町

岩内営業所・岩内ターミナル
岩内郡岩内町字万代51-22
- ニセコバスへ委託

小樽ターミナル
小樽市稲穂2丁目22-10

#### 札幌管内
平岡営業所
札幌市清田区平岡3条1丁目1-20
- 札幌市（主に豊平区、清田区）

西岡営業所
札幌市豊平区西岡491

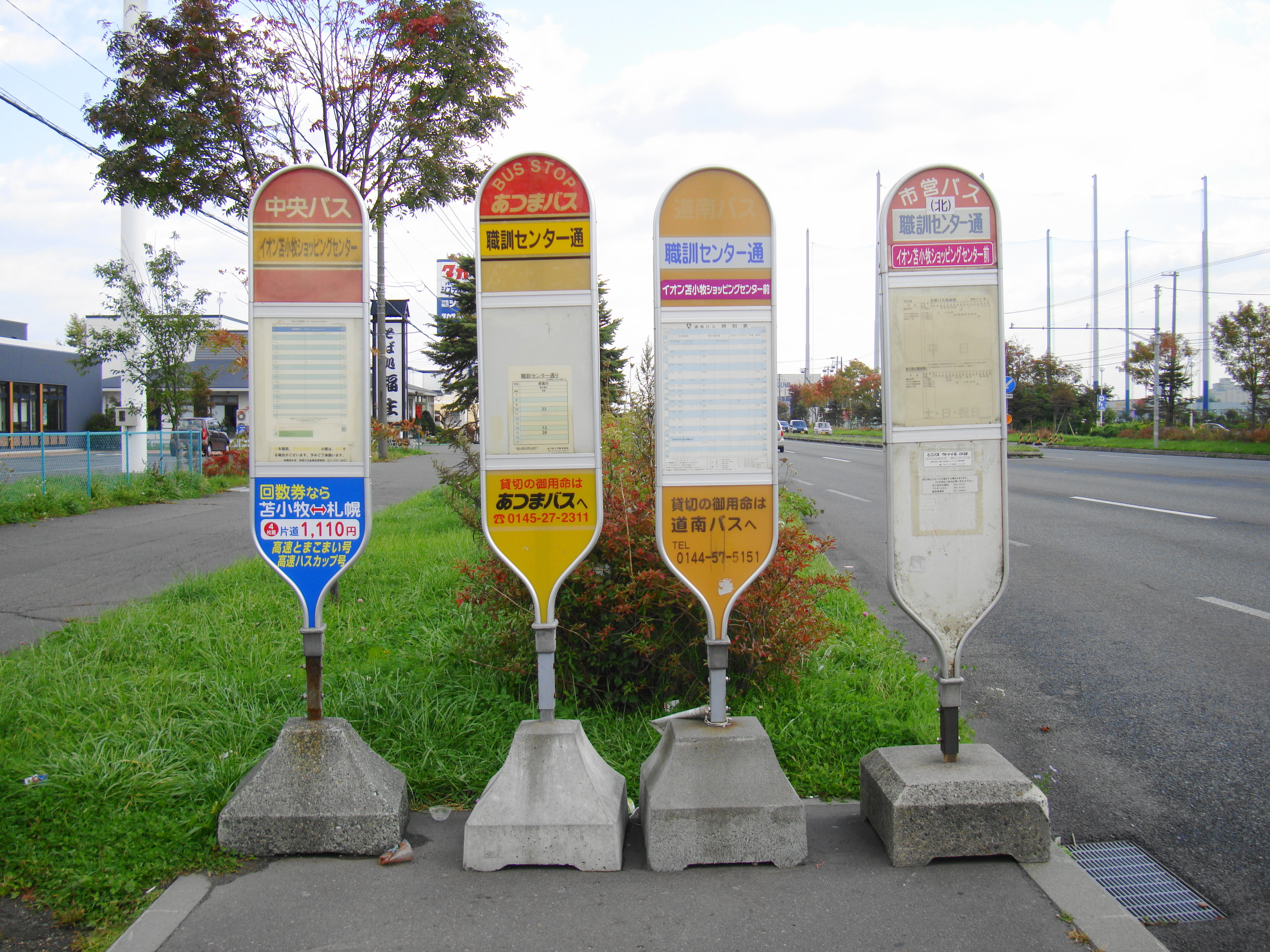
停留所一例（一番左）

- 札幌市（主に豊平区、南区）・定期観光バス

大曲営業所
北広島市大曲工業団地1丁目9-2
- 北広島市・札幌市・恵庭市・千歳市・観光貸切

白石営業所
札幌市白石区川北2254-7
- 札幌市（主に白石区、厚別区）
- 旧札幌市営バス営業所

札幌東営業所
札幌市東区東苗穂2条2丁目3-1
- 札幌市（主に東区）
- 旧札幌市営バス営業所

札幌北営業所
札幌市東区北49条東2丁目1-1
- 札幌市（主に北区）・都市間高速バス

新川営業所
札幌市北区新川745-1
- 札幌市（主に北区、西区、手稲区）
- 旧札幌市営バス営業所

石狩営業所
石狩市花川東2条1丁目16
- 石狩市・札幌市（主に北区）

千歳営業所
千歳市青葉2丁目4-3
- 千歳市・恵庭市・北広島市・札幌市
- 札幌第一観光バスへ委託

江別営業所
江別市向ケ丘13-8
- 江別市・札幌市
- 札幌第一観光バスへ委託

月寒営業所
札幌市豊平区月寒東1条19丁目3-50
- 新千歳空港連絡バス
- 札幌第一観光バスへ委託

旭川営業所
旭川市忠和4条8丁目1-7
- 都市間高速バス

札幌ターミナル
札幌市中央区大通東1丁目3

#### 空知管内
滝川営業所
滝川市新町3丁目2-1

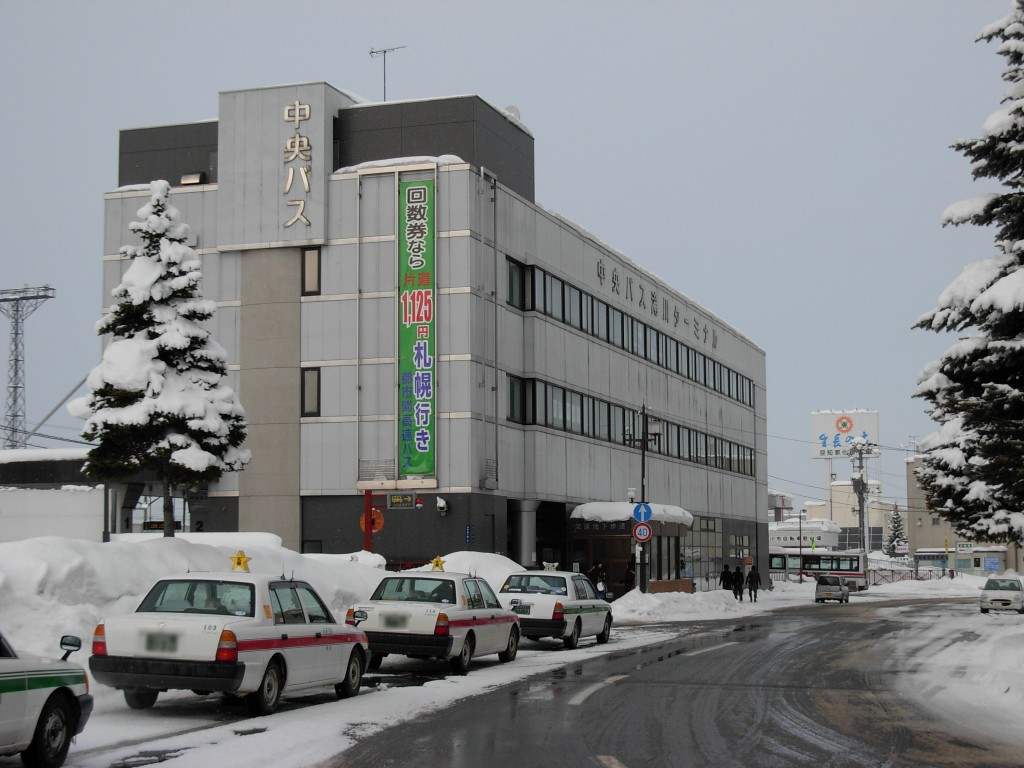
空知統轄事務所が置かれていた旧滝川ターミナル

- 滝川市・砂川市・奈井江町・上砂川町・歌志内市・赤平市・芦別市・新十津川町・都市間高速バス
- 空知中央バスへ委託

岩見沢営業所
岩見沢市志文町966-6
- 岩見沢市・美唄市・三笠市・栗山町・長沼町・由仁町・都市間高速バス
- 空知中央バスへ委託

岩見沢ターミナル
岩見沢市有明町南1-20
留萌ターミナル
留萌市栄町2丁目7-37

### 案内所
余市案内所
余市郡余市町黒川町5丁目43 余市駅内
美国案内所
積丹郡積丹町大字美国町字船澗380-6
麻生総合案内所
札幌市北区北39条西4丁目320 麻生バスターミナル
福住総合案内所
札幌市豊平区福住2条1丁目2 福住バスターミナル
大谷地総合案内所
札幌市厚別区大谷地東3丁目2-1 大谷地バスターミナル
千歳駅前バス総合案内所
千歳市千代田町7丁目 ペウレ千歳
北広島案内所
北広島市北進町1丁目2-2
札幌駅前案内所
札幌市中央区北3条西4丁目1-1 日本生命札幌ビル敷地内
- 札幌駅バスターミナル閉鎖に伴い移転。

新千歳空港案内所
千歳市美々 新千歳空港内
栗山案内所
夕張郡栗山町中央2丁目1番地 栗山駅内
滝川駅前案内所
滝川市栄町3丁目11
- 2018年（平成30年）4月1日、滝川ターミナル廃止・乗り場移転に伴い開設。

### 整備工場
小樽整備工場
小樽市真栄1丁目7-7
札幌整備工場
石狩市親船町60-2
空知整備工場
砂川市空知太西1条4丁目1-9

### 廃止
北海道中央バスの営業所・バス子会社参照。

## 都市間高速バス
各地域間で運行される一般路線バスの免許を活かし、乗り継ぎを解消した直通運行とすることでサービス向上に努めた。都市間輸送の始まりは1947年（昭和22年）に運行を開始した札幌 - 千歳の千歳線で、1951年（昭和26年）に札幌 - 小樽の札樽線、1955年（昭和30年）に運行距離が100 kmを超える路線としては初めて札幌 - 室蘭の室蘭線、1958年（昭和33年）に札幌 - 旭川の旭川線など特急・急行バスを運行したほか、定期観光バスの運行でも活用された。
長距離路線は並行する鉄道の電化などにより競合が激しくなり、1973年（昭和48年）末のオイルショックを機に旭川線、室蘭線が廃止されるなど見直しが行われ、一旦は縮小を見た。
道路整備が遅れている北海道であるが、1983年（昭和58年）11月10日に道央自動車道札幌ICから岩見沢ICが開通。札幌 - 岩見沢で高速いわみざわ号の運行を開始したほか、空知方面の特急バスも同区間で高速道路への乗せ替えが行われた。その後の高速道路の延伸に伴い新たな直行路線が次々と開設され、本格的な長距離高速バス時代の幕開けとなった。
一般道経由時に廃止された札幌 - 室蘭は1984年（昭和59年）に高速道路経由の高速むろらん号として再参入。安さなどから増発車が出る人気となった。同年に開設された高速あさひかわ号と高速たきかわ号には、1982年（昭和57年）の北海道博覧会輸送用に導入した2階建て車両を転用。高速バス用としての新造導入も行われた。
1987年（昭和62年）には中央バスでは初めて、北海道内でも路線バスとしては初めての夜行路線となる札幌 - 釧路間スターライト釧路号の運行を開始。横3列座席車の導入や運賃の安さなどから、毎日増車するほど好調なスタートとなった。
長距離高速バスは他社路線との兼ね合いから、1990年（平成2年）3月に運行を開始した札幌 - 帯広のポテトライナー（帯広）（5社）および札幌 - 名寄の高速なよろ号（2社）より共同運行の形を採るようになり、中央バス単独運行であった高速あさひかわ号とスターライト釧路号も共同運行化された。都市間高速バスの共同運行会社は12社 にのぼる。計13社による総合案内サイト「RAKUTOKUBUS13（楽得バス13）」を開設し、路線案内やキャンペーンなどを行っている。
2025年（令和7年）4月1日現在、札幌市を基点に以下の市町村へ高速バスを運行する。斜体は札幌市方面との利用はできない、最終目的地方面との利用のみ可能な停留所を設置する市町村を示す。

### 後志方面
小樽市の札樽自動車道上停留所にも停車。
高速おたる号
小樽市（ジェイ・アール北海道バスと共同運行）
高速よいち号
小樽市・余市町
高速しゃこたん号
小樽市・余市町・古平町・積丹町
高速いわない号
小樽市・余市町・仁木町・共和町・岩内町
高速ニセコ号
小樽市・余市町・仁木町・共和町・倶知安町・ニセコ町
以上の路線詳細は札樽線 (北海道中央バス)を参照。

### 空知・留萌方面
路線・便により江別市、岩見沢市、美唄市、砂川市、滝川市の道央自動車道上停留所にも停車。
高速くりやま号
江別市・南幌町・栗山町
高速いわみざわ号
岩見沢市
高速みかさ号
岩見沢市・三笠市
以上の路線詳細は北海道中央バス岩見沢営業所を参照。
高速たきかわ号
砂川市・滝川市
高速るもい号
滝川市・雨竜町・深川市・秩父別町・北竜町・留萌市
以上の路線詳細は北海道中央バス滝川営業所を参照。

### 上川・網走・十勝・釧路方面
路線・便により江別市、岩見沢市、美唄市、砂川市、滝川市、深川市の道央自動車道上停留所にも停車。
高速ふらの号
滝川市・赤平市・芦別市・富良野市
高速なよろ号
和寒町・剣淵町・士別市・名寄市（道北バスと共同運行）
高速えんがる号・特急北大雪号
旭川市・当麻町・愛別町・上川町・遠軽町（道北バス、北海道北見バスと共同運行）
高速流氷もんべつ号・特急オホーツク号
旭川市・当麻町・愛別町・上川町・滝上町・紋別市（ジェイ・アール北海道バス、道北バス、北紋バスと共同運行）
ドリーミントオホーツク号
北見市・美幌町・大空町旧女満別町域・網走市（北海道北見バス、網走バスと共同運行）
ポテトライナー
清水町・芽室町・音更町・帯広市（北都交通、ジェイ・アール北海道バス、北海道拓殖バス、十勝バスと共同運行）
以上の路線詳細は北海道中央バス札幌北営業所を参照。
高速あさひかわ号
旭川市（道北バス、ジェイ・アール北海道バスと共同運行）
路線詳細は北海道中央バス旭川営業所を参照。
スターライト釧路号
白糠町・釧路市（阿寒バス、くしろバスと共同運行）
路線詳細はスターライト釧路号を参照。
イーグルライナー
佐呂間町・大空町旧東藻琴村域・小清水町・清里町・斜里町（斜里バス運行）
路線詳細は斜里バスまたは北海道中央バス札幌北営業所を参照。始発地を2014年（平成26年）5月6日に出発する便をもって中央バスでの運行を終了。札幌地区の予約業務などは引き続き行う。

### 石狩・胆振・渡島方面
路線・便により北広島市、恵庭市、白老町の道央自動車道上停留所にも停車。
高速とまこまい号
苫小牧市
高速むろらん号
登別市・室蘭市
以上の路線詳細は北海道中央バス札幌北営業所を参照。
新千歳空港連絡バス
北広島市・千歳市
路線詳細は千歳線 (北海道中央バス)を参照。
高速はこだて号
八雲町・森町・北斗市・七飯町・函館市（北都交通、函館バスと共同運行）
路線詳細は高速はこだて号を参照。

## 運賃形態

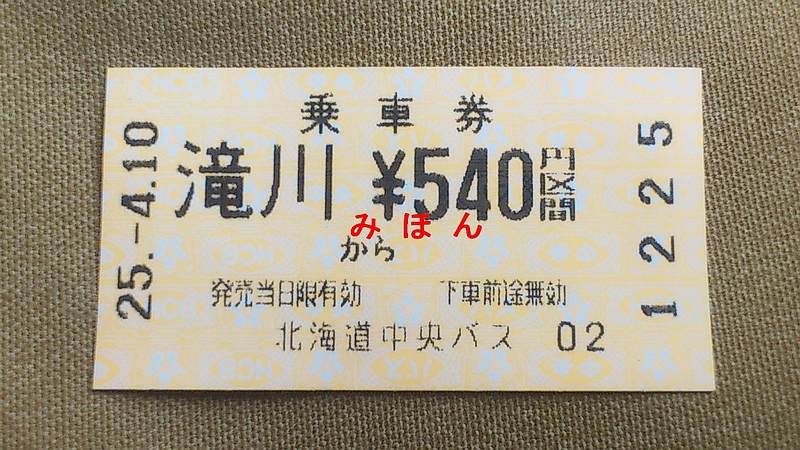
各ターミナルでは乗車券を発売する

2020年（令和2年）4月1日、小樽市内均一区間と都市間高速バス（一般道区間のみの利用および一部路線を除く）にて改定。2024年（令和6年）12月1日、一般路線（札幌市内特殊区間を含む、小樽市内均一区間を除く）と都市間高速バスの一部で改定。
- 対キロ区間初乗り：240円
- 小樽市内均一区間：240円
- 札幌市内特殊区間：1区240円、2区270円

札幌市内では札幌市交通局（札幌市営地下鉄）との連絡運輸（乗継割引）が、連絡定期乗車券は1972年（昭和47年）7月5日より、連絡乗車券（乗継券）は1982年（昭和57年）3月21日より設定され、指定路線の指定駅最寄り停留所で乗り継ぐと割引になる。割引額は2009年（平成21年）10月1日現在でバス分が20円、地下鉄分が60円（一部80円）の内訳であったが、バス事業者は札幌市に対し利用者減少や燃料費高騰を理由にバス分の割引解消を申し入れた。検討の結果、利用者側の割引は80円（一部100円）のままで、バス分の割引を解消し全額地下鉄分とすることで継続している。2023年（令和5年）4月1日より乗継券（磁気切符）の発売を廃止し、ICカード乗車券利用時のみ割引適用となった。
地下鉄との乗継定期乗車券は札幌市交通局のみで発売するほか、札幌市交通局発売分の定期乗車券はジェイ・アール北海道バスおよびじょうてつとの共通乗車区間が旧・札幌市営バス路線の重複区間で設定される。
同じく札幌市内では都心での渋滞解消や回遊性向上等を目的に、指定区間で現金支払いに限り運賃を100円とする「都心内100円バス」を行っていた。札幌市が主体の実証実験から各事業者主体となって本導入。2020年（令和2年）5月1日より北海道中央バスの設定区間はすべて通常運賃に戻された。

### 乗車カード
詳細は各記事を参照。
- SAPICA - 2013年（平成25年）6月22日に使用開始したICカード乗車券。札幌市内の他事業者と共通利用[110]。交通系ICカード全国相互利用サービスは、対応カードを片利用で（リンク先青枠内の各カードをSAPICAエリアで）使用可能。

以下の磁気カード乗車券は2015年（平成27年）3月31日をもって使用終了となった。
- 中央バスカード - 2014年（平成26年）9月30日発売終了[111]。
- 札樽間高速バス共通カード - ジェイ・アール北海道バスが運行する高速おたる号でも使用可能であった。2014年（平成26年）9月30日発売終了[111]。
- 共通ウィズユーカード - 札幌市内のみ。札幌市内の他事業者と共通利用。 2014年（平成26年）5月31日発売終了[112]。

## 貸切バス

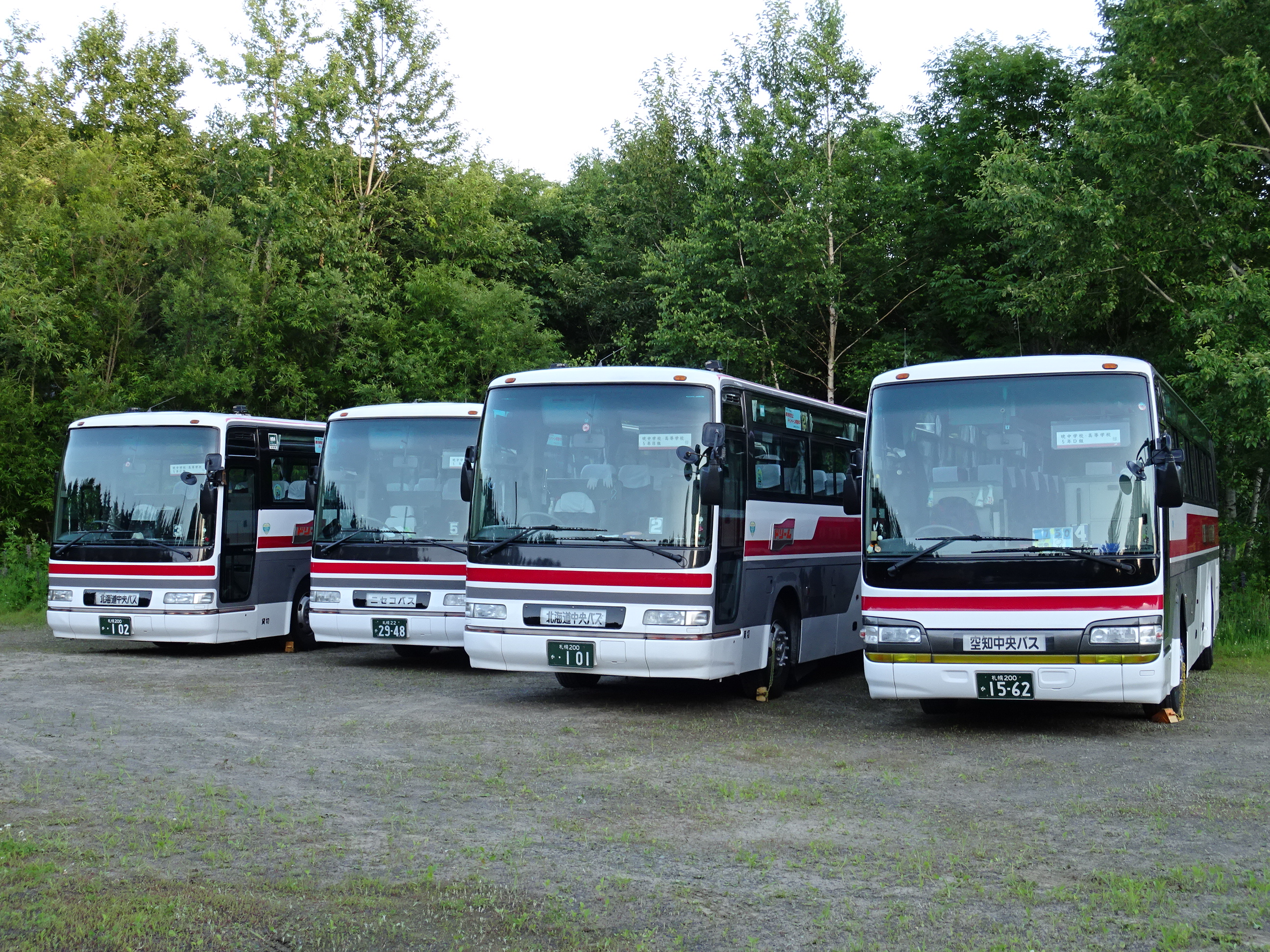
グループ会社を含めた混成で運行することもある

貸切バス事業は2000年（平成12年）に新たに設立した中央観光バスへ観光貸切の多くを譲渡したが、2004年（平成16年）に札幌第一観光バスへ吸収合併されている。グループ会社を含め貸切手配センターで共同受注を行っており、中央バス本体は2011年（平成23年）3月現在で30台保有し営業を行う。
1949年（昭和24年）10月6日の免許時は小樽市・札幌市・後志・石狩・胆振各支庁管内であった が徐々に拡張され、通常は札幌運輸支局管内全域、室蘭運輸支局管内のうち勇払郡を除く胆振地方、旭川運輸支局管内のうち旭川市・深川市・富良野市・空知郡・旧石狩国の上川郡、函館運輸支局管内のうち函館市・北斗市・亀田郡・山越郡での発着が認められている。貸切バス事業者安全性評価認定制度による優良事業者に限定した営業区域の弾力的な運用の特例により2025年（令和7年）4月1日現在では北海道全域となっている。
1981年（昭和56年）9月5日に帯広営業所（空知事業部）が開設され、1990年（平成2年）2月13日より帯広運輸支局管内でも営業していた。

## 車両

### 使用バス

#### 混乱期の特殊車両
発足時はガソリン統制により燃料確保が困難であったため「木炭バス（代燃車）」が活躍。冷えたガス発生装置に木炭などを入れガスを発生させるにはかなりの時間がかかり、始発の2・3時間前から準備する必要があった。平地では満員でも60 kmくらいの速度が出たが、馬力が弱いため上り坂ではスピードが落ち、しまいにエンストする始末であった。ガス欠することもあり、燃料を継ぎ足すのだが一旦止まった送風機を起こすハンドル回しが女性車掌には重労働で、乗客が手伝う場面もあった。薪を焚いて走るバスも使われたが、木炭と比較しガス発生量が少ない、薪の乾燥・保管に手間がかかるなどの理由で間もなく使われなくなった。戦後ガソリンが出回るようになって役割を終え、1950年（昭和25年）頃には完全に姿を消した。中央バス創立50周年を記念して復元製作された代燃車については別節に記述する。
終戦後の一時期、トラックの荷台をテント状態にし、三方シートを設けたもの。乗客は梯子を使っての乗降で、明かり取り窓には破損防止に木や鉄の棒がはめ込まれており、囚人護送車に酷似していることから「囚人護送車型バス」というニックネームのついた。1、2年程度で姿を消している。
米軍払い下げの軍用車を改造した「アンヒビアンバス」は1947年（昭和22年）に4台入った。六輪全駆動でチェンジレバーの位置が左肩越し後ろ手にあるなど大変運転し辛い車であった。まだガソリン統制が続いていたがこの車については特別配給が行われ、催事輸送や小樽市内線のラッシュ時間帯で使われた。馬力は大変強力だが普通のバスより2倍以上の燃料を消費するなど経済車とは言えず、バスとしての役割を終えてからは、その馬力を活かし除雪車として利用され、1955年（昭和30年）頃までに姿を消した。
1948年（昭和23年）頃に2台登場した「トレーラーバス」は、トレーラーの名の如く運転車と客車が別々で、客車の乗降口は前後2箇所にあり車掌は2名乗務であった。三方シートの座席定員は91名、すし詰めでは110名程度と大量輸送ができることから催事輸送や乗客の多い石狩線のラッシュ時に運用され、修学旅行でも使用された。長さのあるこのバスは道路状況が悪い当時は狭い交差点で立往生することもあり、使用路線が限定されることから数年で姿を消した。
札幌整備工場で1955年（昭和30年）頃に製作された「バチぞりバス」は珍しい雪上バスで、バチは山で切り出した丸太を運び出すためのソリの一種で、これに幌を付け石狩と花畔の間を運行。払い下げられた九五式軽戦車でけん引したが、雪が深いためキャタピラが滑って空転するのが悩みの種であった。当時は除雪体制未整備のため特に地方路線は冬期運休となっていた中、有料バスとして乗客を運ぶ珍しい例として当局関係者が視察に訪れている。
上記のほかにも、廃車や軍から払い下げられたトラックやなどを改造しバスに転用した「更生車（改造バス）」が作られ、自動車メーカーの新車が出回るようになり姿を消している。

#### ディーゼル車へ
戦後、本格的にバスの製造が開始された。中央バスに初めて国産ガソリン車が入ったのは1946年（昭和21年）頃だが、ガソリン統制が解除されていないため代燃車に改造された。ディーゼル車が入ったのは1948年（昭和23年）で、いすゞBX91型2台が小樽に配置された。初期のディーゼル車はエンジン音が大きいのが難点だったが、馬力の強さ、軽油使用による経済性から比率が高まり、ガソリン車は姿を消していった。
ボンネットバスに変わり1951年（昭和26年）頃から出回った箱型バスは、エンジンの振動などが伝わりにくいリアエンジン型を1951年（昭和26年）に導入。民生デイゼル工業BR32型2台が貸切バスとして小樽に配置された。エンジンが車体中央に置かれたアンダーフロア型は昭和30年代前半までに33台導入されたが、次第にリアエンジン型が主流となり姿を消した。エンジンが運転席左側下部に置かれたキャブオーバー型も導入されていた。

#### 乗り心地の改善
乗り心地の改善も図られ、1958年（昭和33年）に空気ばねのいすゞBA-34PAを試験的に1台導入し札樽線で運行された。従来の板ばねと比べて振動が柔らかくふわふわした乗り心地で「空をゆく乗り心地」のキャッチフレーズが使われた。当時は大きな横揺れがあるため船酔い状態になる人もいたが、様々な改良により改善されている。市内路線車には1982年（昭和57年）秋から導入された。
1966年（昭和41年）に導入された三菱MAR420の7台と日野RC100Pの10台よりリクライニングシート車が導入された。初期のものは3段階スライド型であったが、改良後はフリーストップ型となっている。

#### 高速化、デラックス化

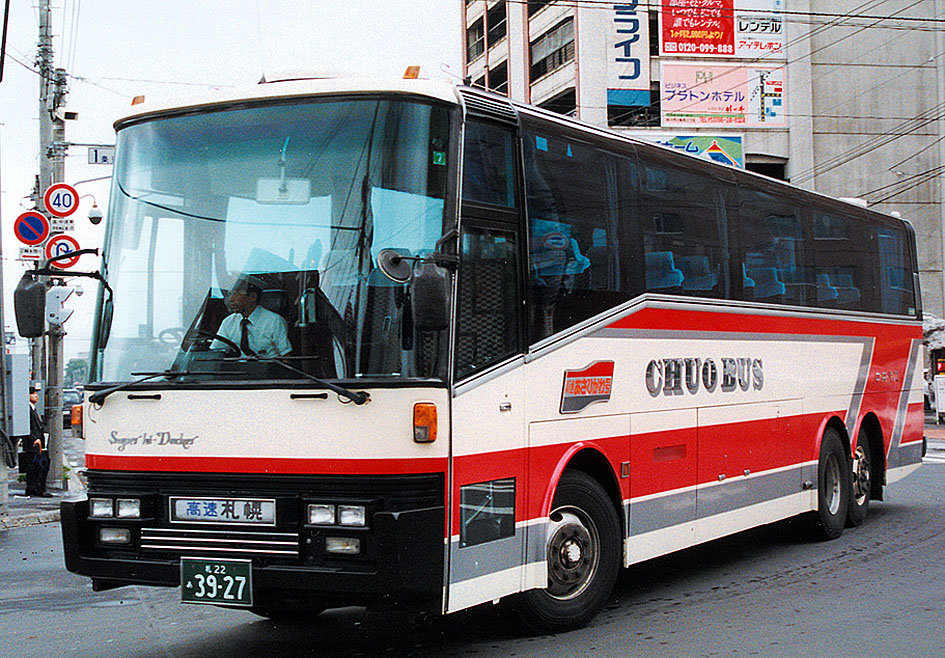
1984年7月に導入されたスーパーハイデッカー・高速カラー初採用車

1975年（昭和50年）に日野RV730Pを1台、翌年に日航線用として同型車と三菱MS513Nを計24台導入したが、これは以後の高速道路開通などを見据えて高速走行に耐えうる車両として導入されたものである。
客室にタイヤ部分の出っ張りがなく、座席が運転席より高いハイデッカー車が導入されたのは1979年（昭和54年）で、日野RV561Pが貸切用に49台、日航線用に41台。翌年にも貸切車36台が導入され、2年間で126台にのぼるハイデッカー車を一気に導入したのは全国的にもあまり例がないものであった。貸切や後に本格化する都市間高速バスはハイデッカー車が主流で、1994年（平成6年）6月時点でのハイデッカー車は全車両数の3分の1を占めている。
利用客の豪華嗜好に応えたスーパーハイデッカー車は1984年（昭和59年）7月に高速むろらん号向けに導入されたニッサンディーゼルP-DA66U三軸車の5台が最初。以降も高速用、貸切用で導入され、1987年（昭和62年）にはスターライト釧路号向けとして、横3列座席や乗務員仮眠室を装備した夜行バス仕様車が導入された。

#### 低床バス

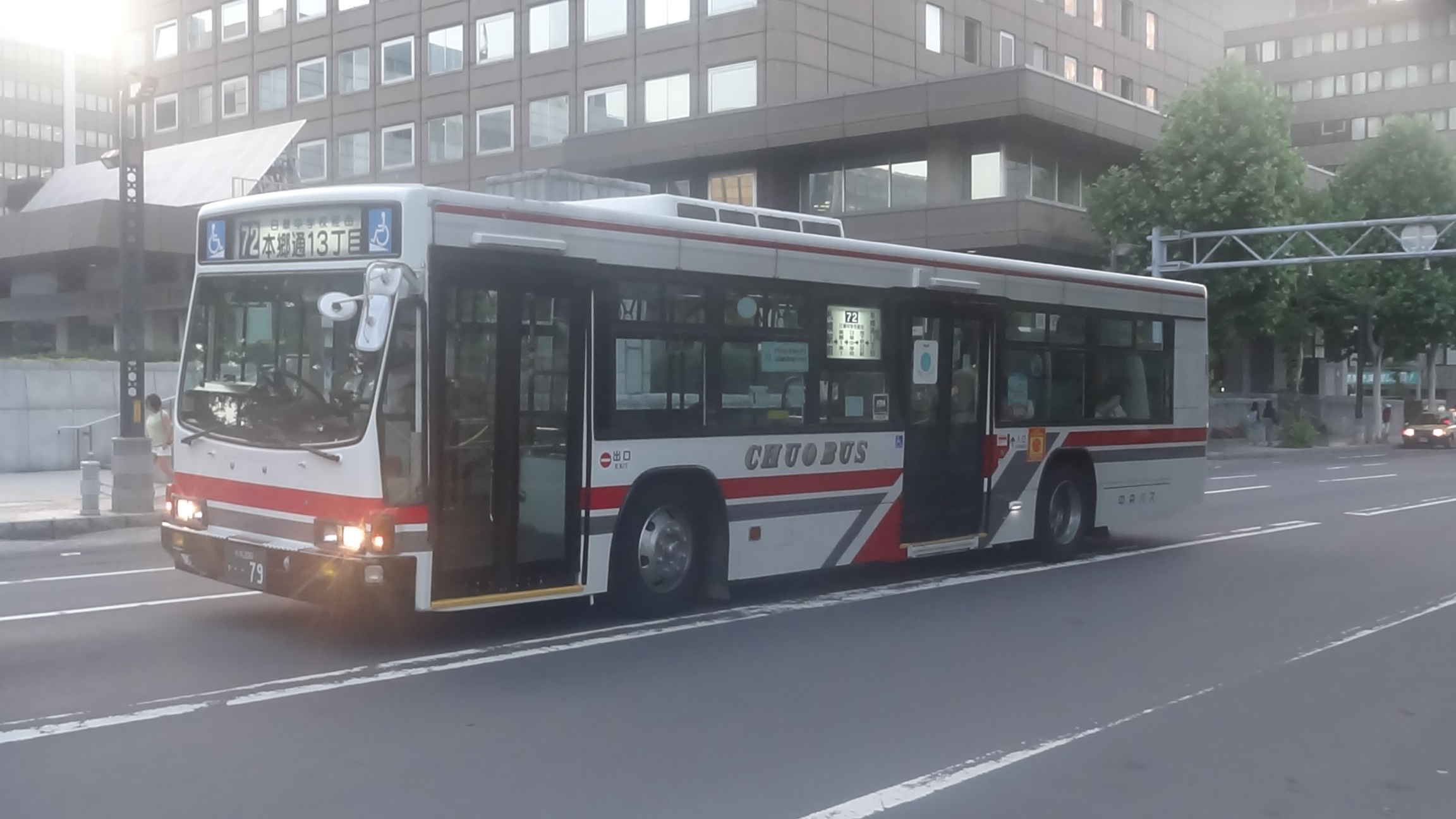
1999年製のノンステップバス

一般路線バスで床を低くし乗り降りし易くした低床バスは、1972年（昭和47年）に日野RE-140を4台導入したのが最初である。1980年（昭和55年）までに45台導入されたが、雪の多い北海道では走行性に難があったため札幌市内の限定路線のみで運用された。
しかし高齢化社会の到来に向けて低床バスは必要不可欠であったことから、従来車よりもっと低くし偏平タイヤとした車両を1991年（平成3年）に8台試験導入し運行を行った。心配された雪道も除雪体制向上により問題なく、利用客からも好評であったため、1994年（平成6年）よりいすゞU-LV224Mなどが本格的に導入されている。
2011年（平成23年）3月現在、ノンステップバスまたはワンステップバスの交通バリアフリー適合車は397台で、路線車の3割を占めている。

#### その他の特徴的なバス

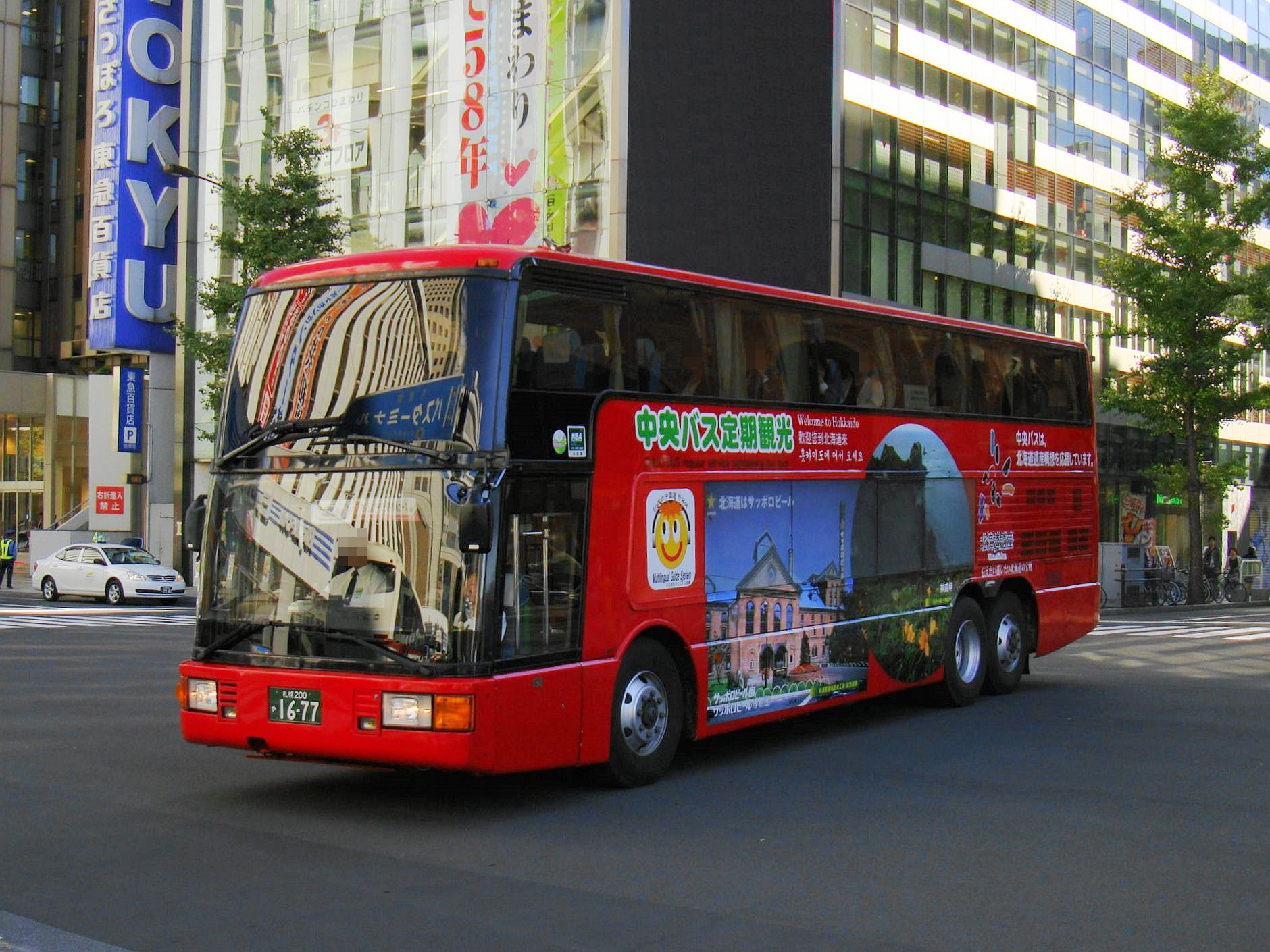
再登録された2階建てバス

1982年（昭和57年）、ネオプランの2階建てバスを2台導入。一度に76名を運べ、同年6月12日から開催された'82北海道博覧会の観客輸送で運用され好評を得た。その後は国産三菱製も含めて計7台が導入され、高速バスや貸切バスとして運用された。1994年（平成6年）5月時点では定期観光バス用として2台が残っていた。2006年（平成18年）には保存されていた1台が再登録され札幌市内定期観光バスで運用されたが、老朽化のため2014年（平成26年）3月31日をもって運行を終了した。
千歳空港で空港ターミナルビルと駐機場を結ぶ「ランプバス」として、1991年（平成3年）5月に日野U-HU2MPAAが2台導入された。随所に手荷物置場を設け、前半分は通路を広くとるため向かい合わせの座席とするなどランプバス運用に特化した仕様であったが、1992年（平成4年）7月1日の新千歳空港開港以降はランプバスとしての運用が激減したため、空港内循環バスおよび空港 - ホテル日航千歳間の送迎バスとして運用された。

#### まき太郎

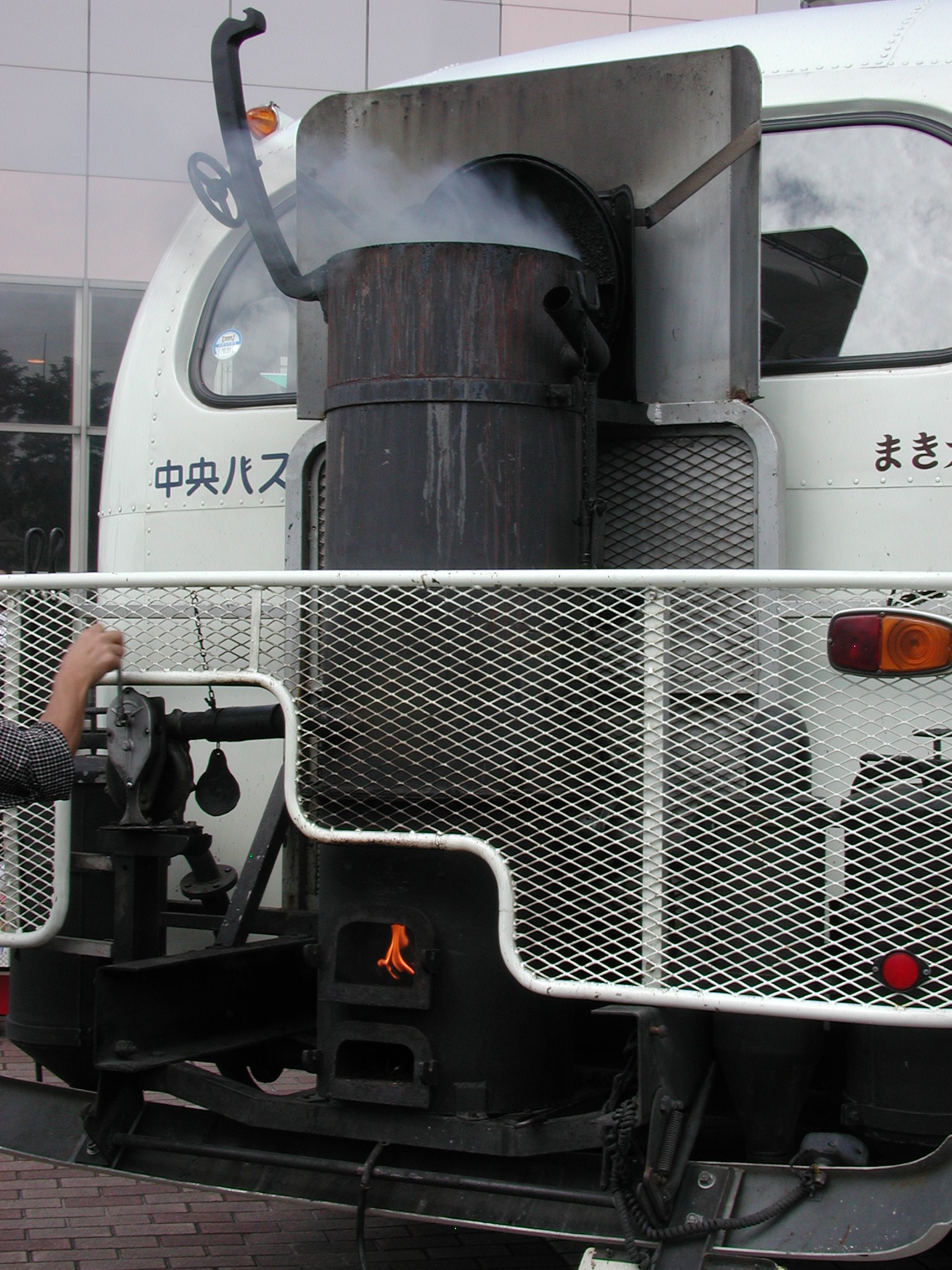
カマ

創立50周年記念事業の一環として、戦中戦後のガソリン統制時に活躍し、バス発展の過程で重要な役割を果たした代燃車「薪バス」を自走可能な状態で復元することとした。
復元するにしても40年以上昔の車で、当時の資料はほとんど残っておらず手探り状態で準備を開始した。まずボディーのベースとなる1968年（昭和43年）式トヨタ・DB100を確保。エンジンと各パーツは消防車2台と1964年（昭和39年）式のトヨタトラックから調達。4台の車の合成ということになる。
車体は札幌整備工場が担当。車体の形状、内外装、三方式シート、腕木式方向指示器、ライトなど忠実に復元した。中でもフェンダーはボンネットバスの特徴である丸みを出すのが難しく、ほとんど手作業で仕上げた。
ガス発生装置（カマ）は空知整備工場が担当。設計図などがない状態で、担当者が参考にと神奈川中央交通が保有する薪バス「三太号」を視察した。薪バス復元のニュースが全国的に知れ渡ると、一般や自動車メーカーから資料提供などの協力を得ることができた。これらの情報や資料を基に図面を起こして製作に入り、1992年（平成4年）6月18日に完成。翌19日に火入れ式が行われ、薪のガスに火がついた時には歓声が沸き起こった。なお三太号同様にキャブレターは切替式で、ガソリンでの走行にも対応している。
同年9月8日、7箇月を要した復元作業のすべてが完了し、「まき太郎」と名付けられた。9月12日に札幌整備工場で入魂式が行われ、9月20日のバスの日に大通公園で一般向け展示が行われた。
行事参加のため一時的に取得する仮ナンバーでは運用に制約があるため正式な登録ナンバーを取得することになった。ベースが古い車のため書類を集めるのに四苦八苦したが、当局の指導により事前書類審査を通過。1993年（平成5年）2月25日に札幌陸運支局へ持ち込み、百項目以上の検査、薪燃料によるエンジンテストなど長時間に渡る検査を無事通過し自家用ナンバーを取得した。
まき太郎は公共イベントなどに無料貸し出しが行われており、将来は動態保存されることが決まっている。なお2023年現在は「薪を焚く釜の錆がひどくなっている」ため、薪での走行は行っていないが（ガソリンでの走行は可能）、将来的に補修を行う予定である。
車両概要
車種：トヨタ
型式：DB10改
年式：1968年（昭和43年）12月
全長：8.02 m
全幅：2.45 m
全高：2.87 m
車両重量：5,290 kg
乗車定員：22名
排気量：3,870 cc
燃料：薪（ガソリン用の補助燃料タンクも装備）
最大貯薪量：45 kg
薪消費率：1.3 km / kg
最高速度：60 km / h
1回貯薪走行可能距離：60 km

### 車体カラー
発足当初の車両は寄せ集め状態であったため塗装も黒色、銀色、紺色など様々であったが、戦後の混迷から立ち直った昭和20年代末期に統一カラーが設定された。

#### 赤白カラー
1954年（昭和29年）3月1日に決められた赤白カラーは、色彩を赤色と白色の2色に統一し、前面は「北」の文字を模したデザインとした。貸切バスと高速バスは昭和50年代に変更されたが、一般路線車では1992年（平成4年）春の導入車まで採用された。

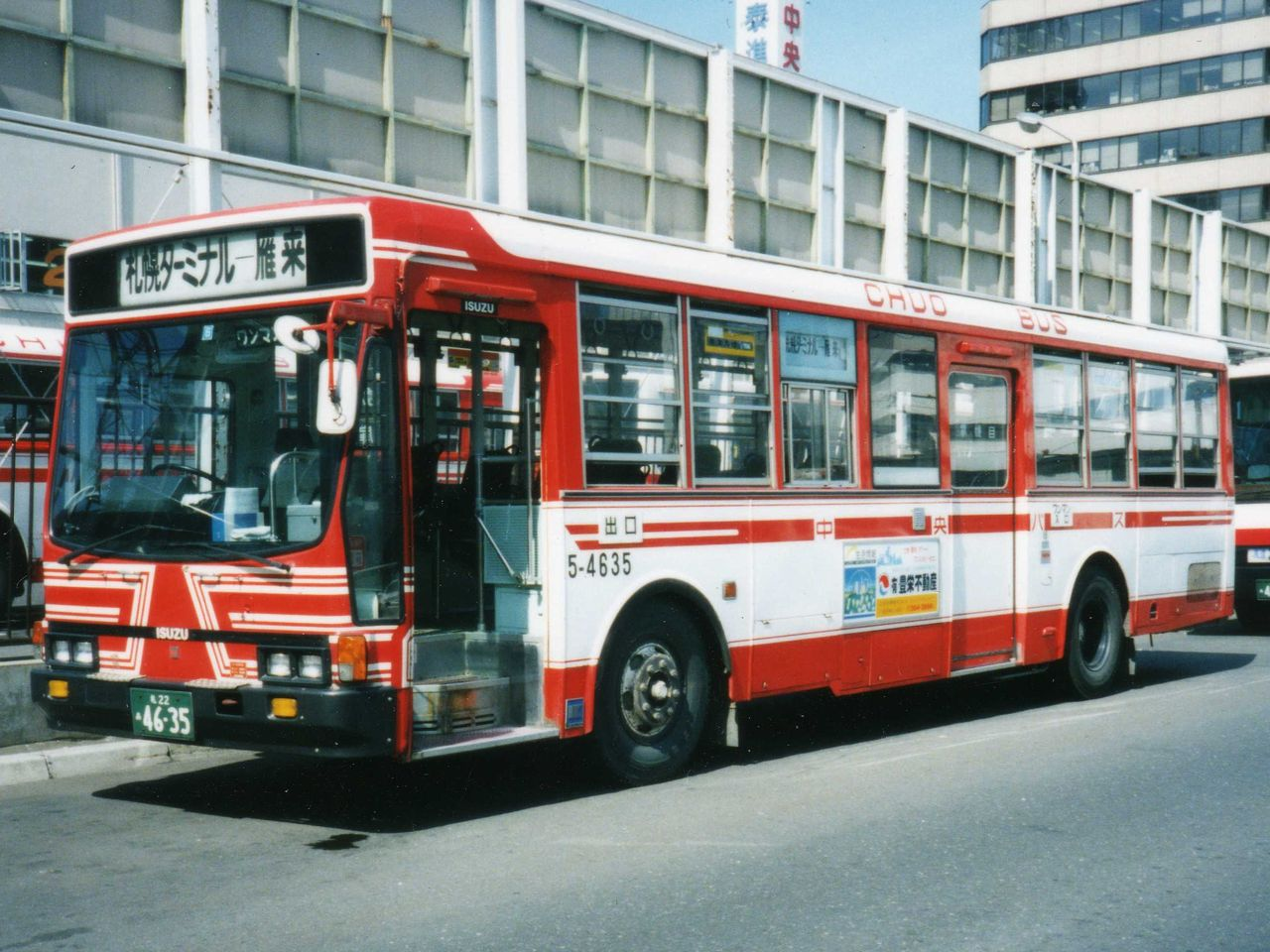
前中扉一般車
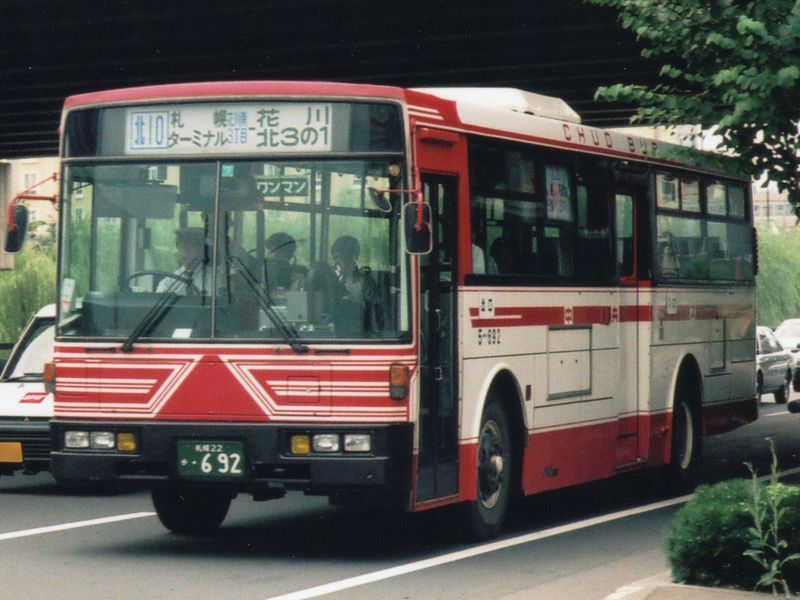
前中扉一般車

#### ハイデッカーカラー
1978年（昭和53年）にハイデッカー車の導入が決まったが、この車体に赤白カラーはそぐわないことからデザインを変更することになった。数十点の中から白地にワインレッドとグレーの太いラインを入れたハイデッカーカラーが決められ、1979年（昭和54年）春に導入されたハイデッカー車から採用された。

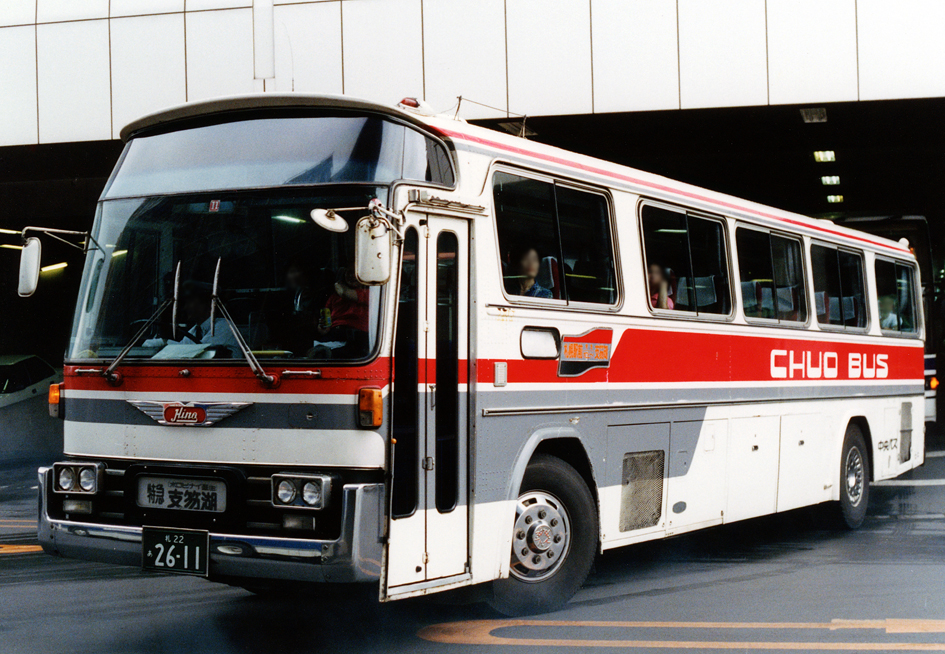
路線車（元空港連絡車）
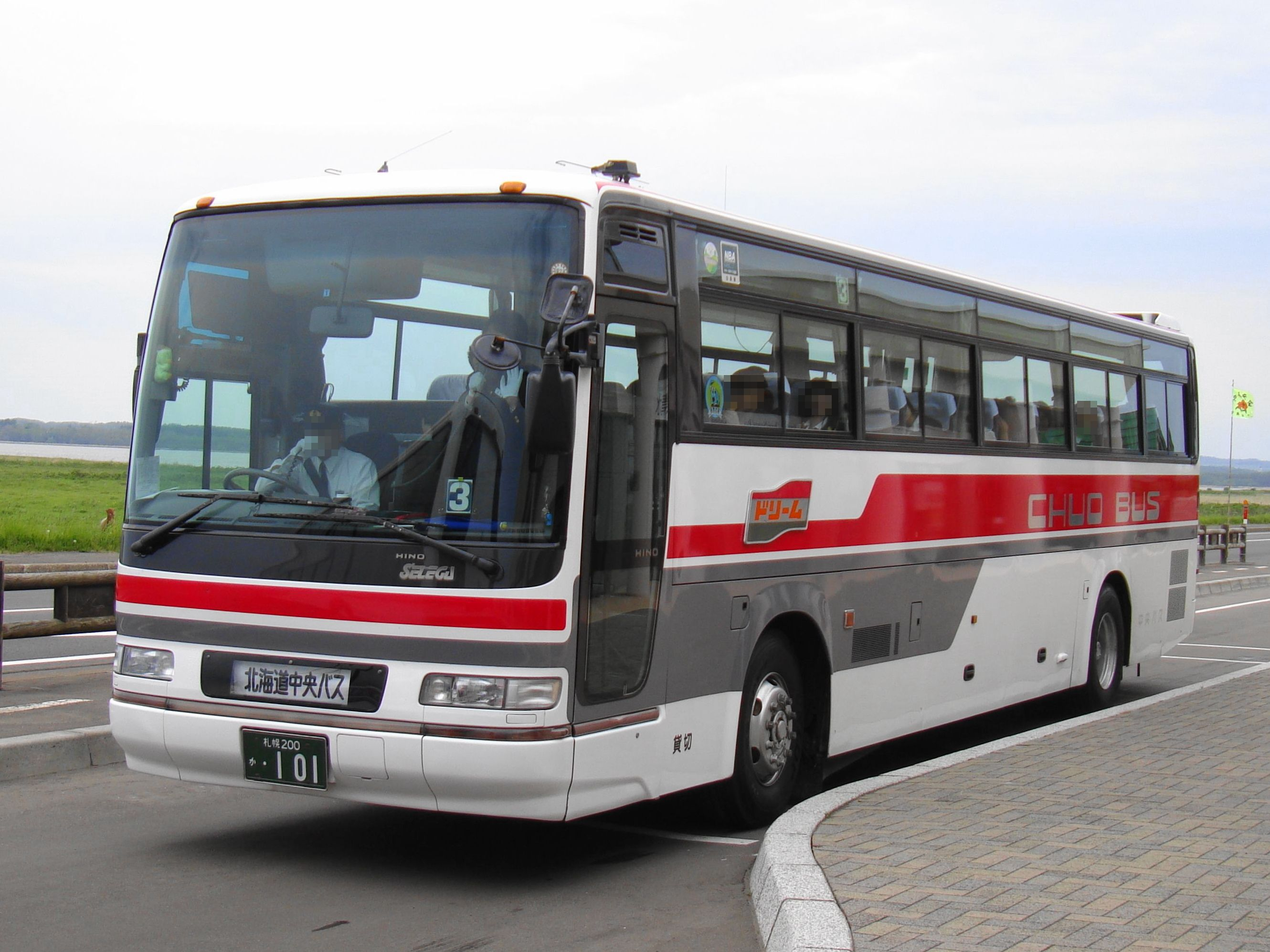
貸切車
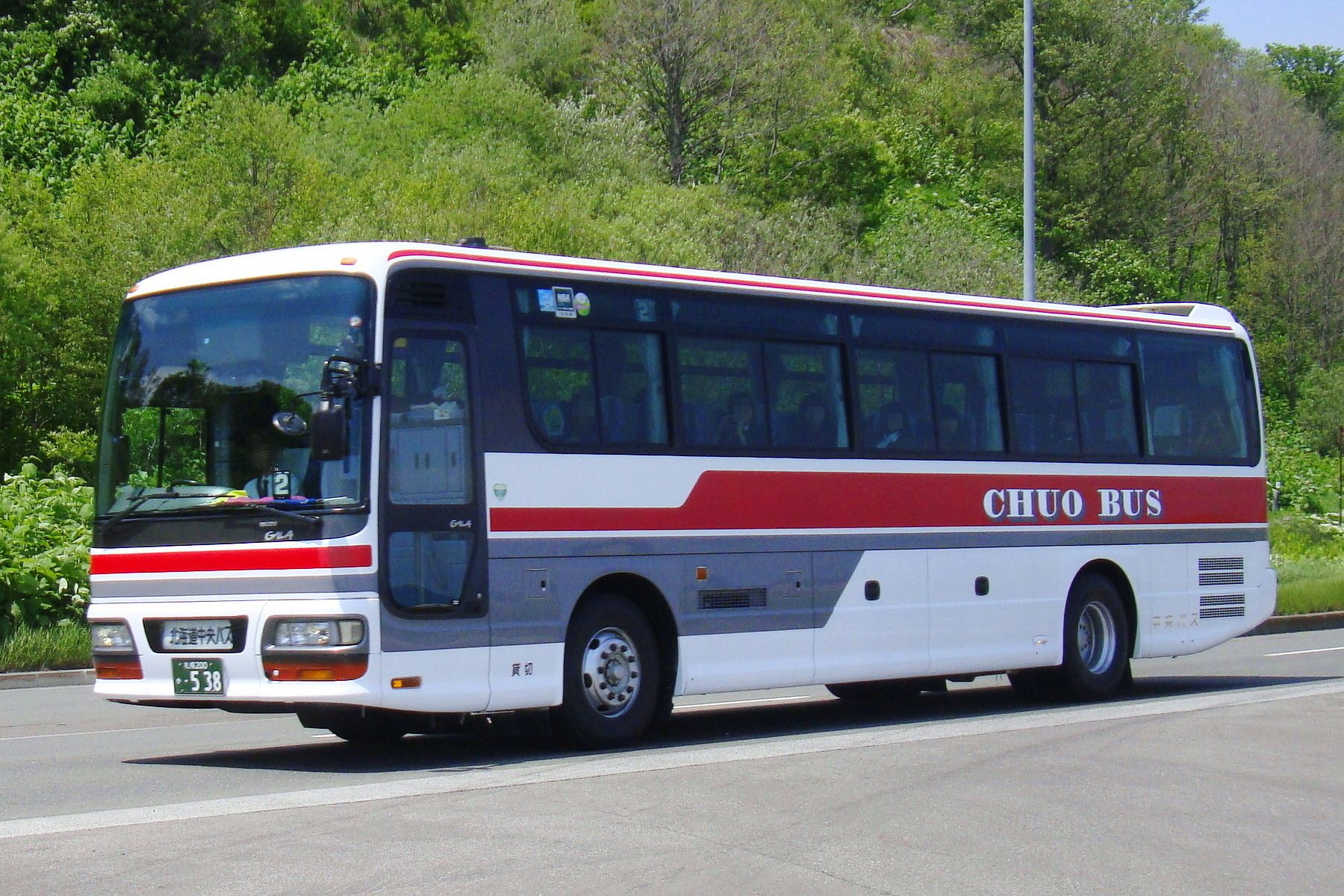
貸切車

#### 高速カラー
1984年（昭和59年）4月25日に運行を開始した高速むろらん号へのスーパーハイデッカー車導入に伴い、特別車としてのイメージをアピールするため、ハイデッカーカラーで使用するワインレッドとグレーはそのままに、車体後輪付近から立ち上げてスピード感と飛躍を目指すデザインとした。高速カラーとして同年7月より採用された。

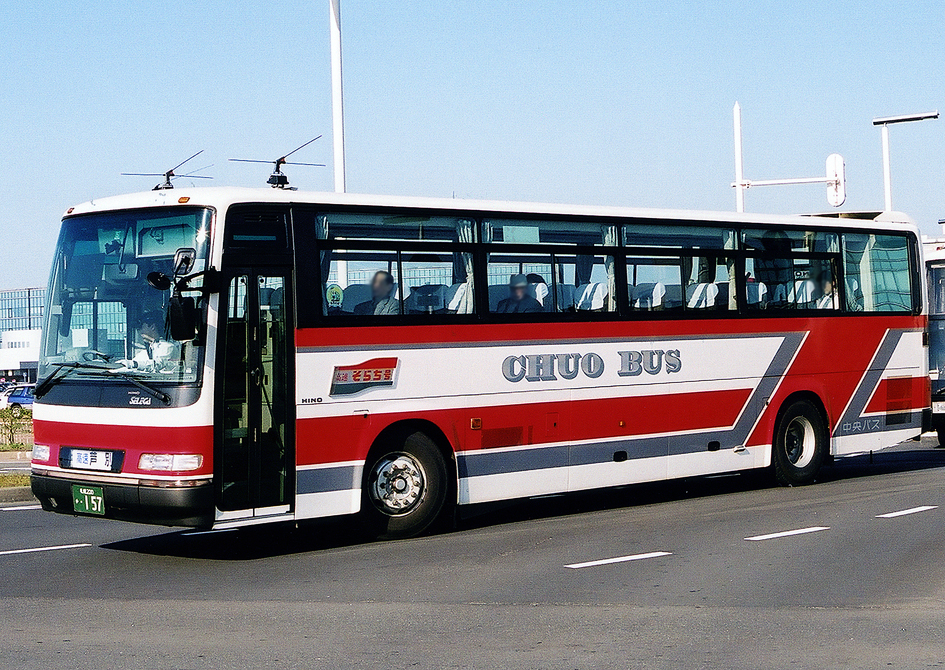
高速車
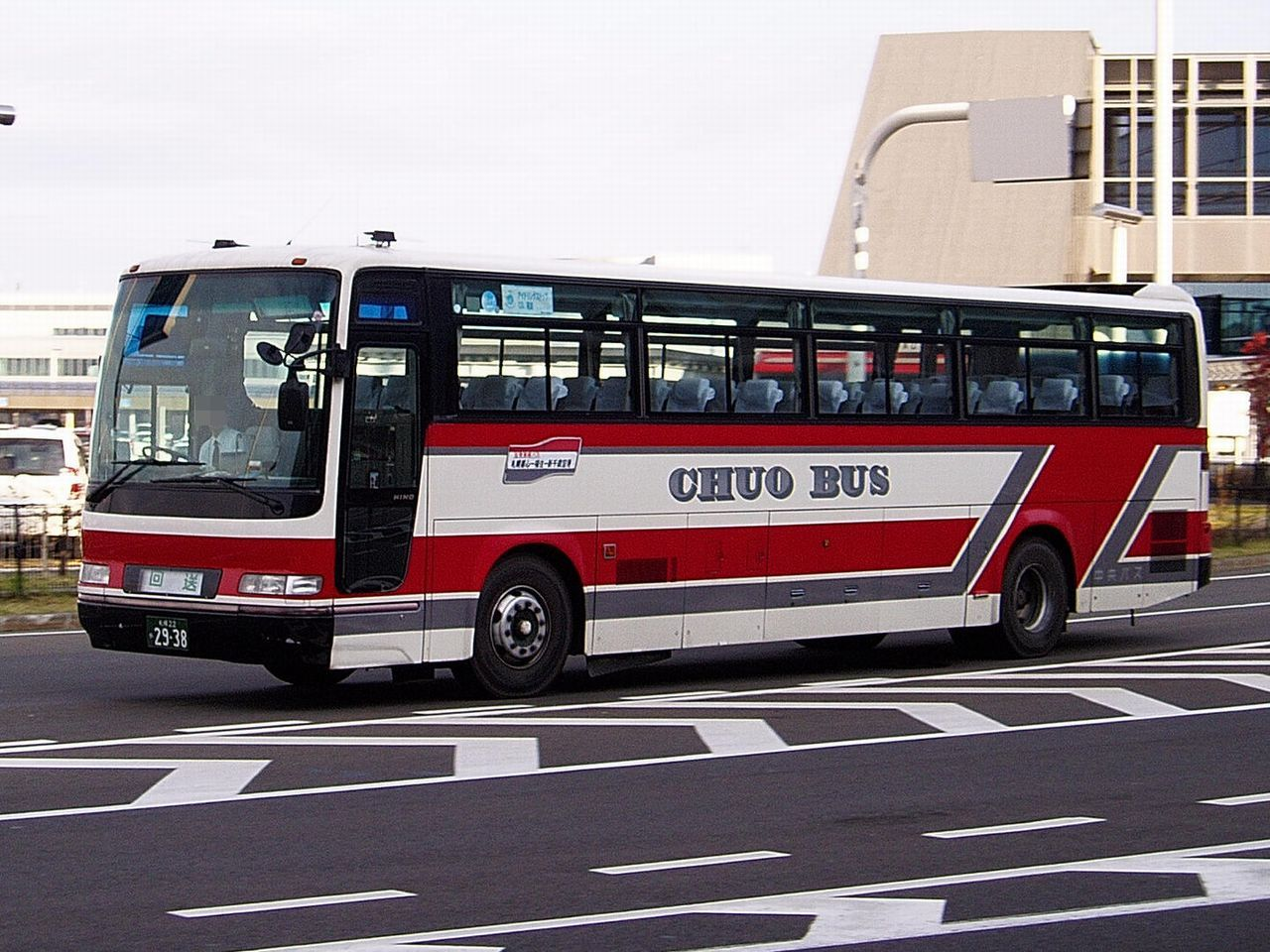
高速車 短距離トイレなし
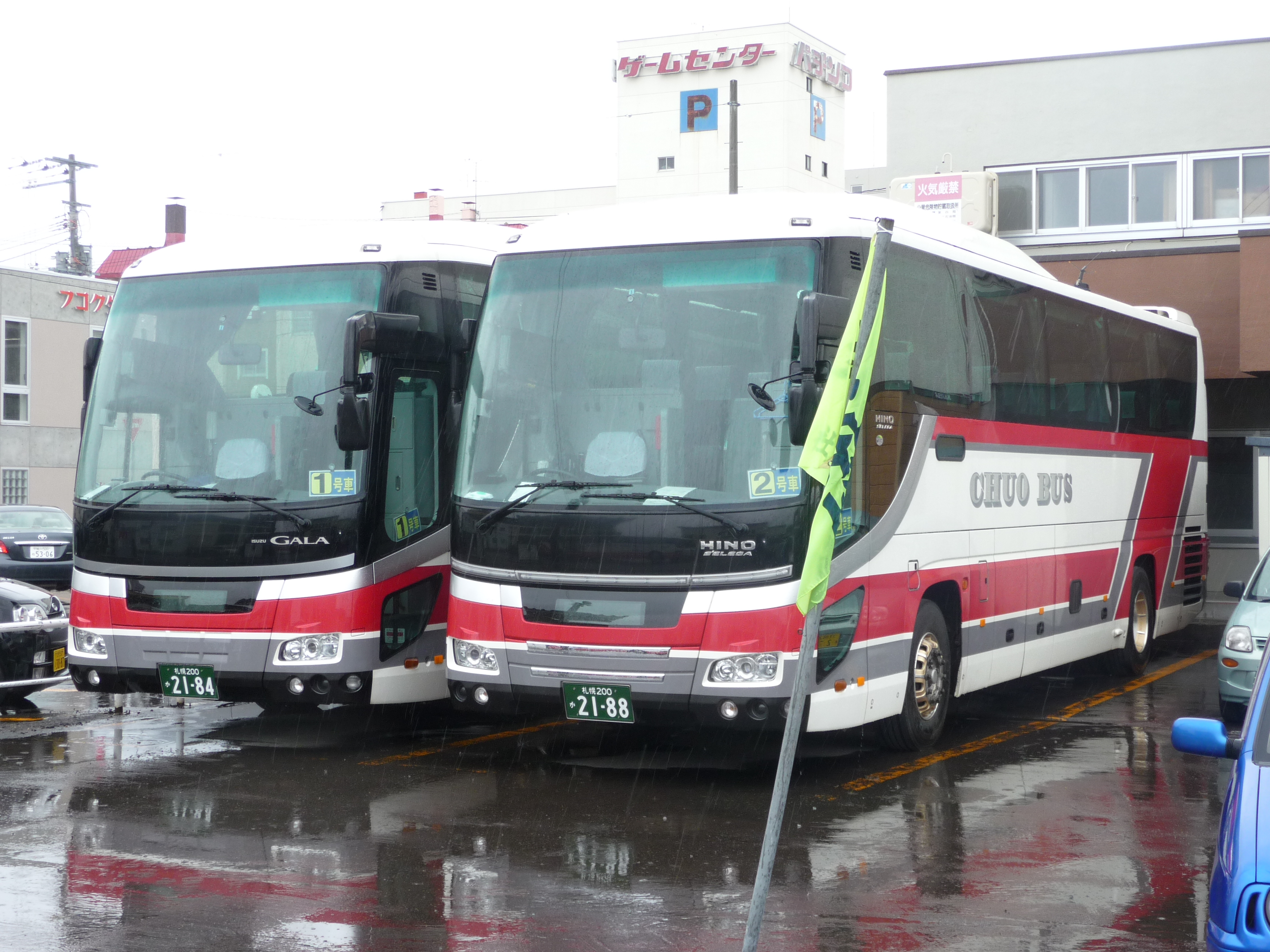
高速車 横3列座席（網走・知床・釧路・函館）
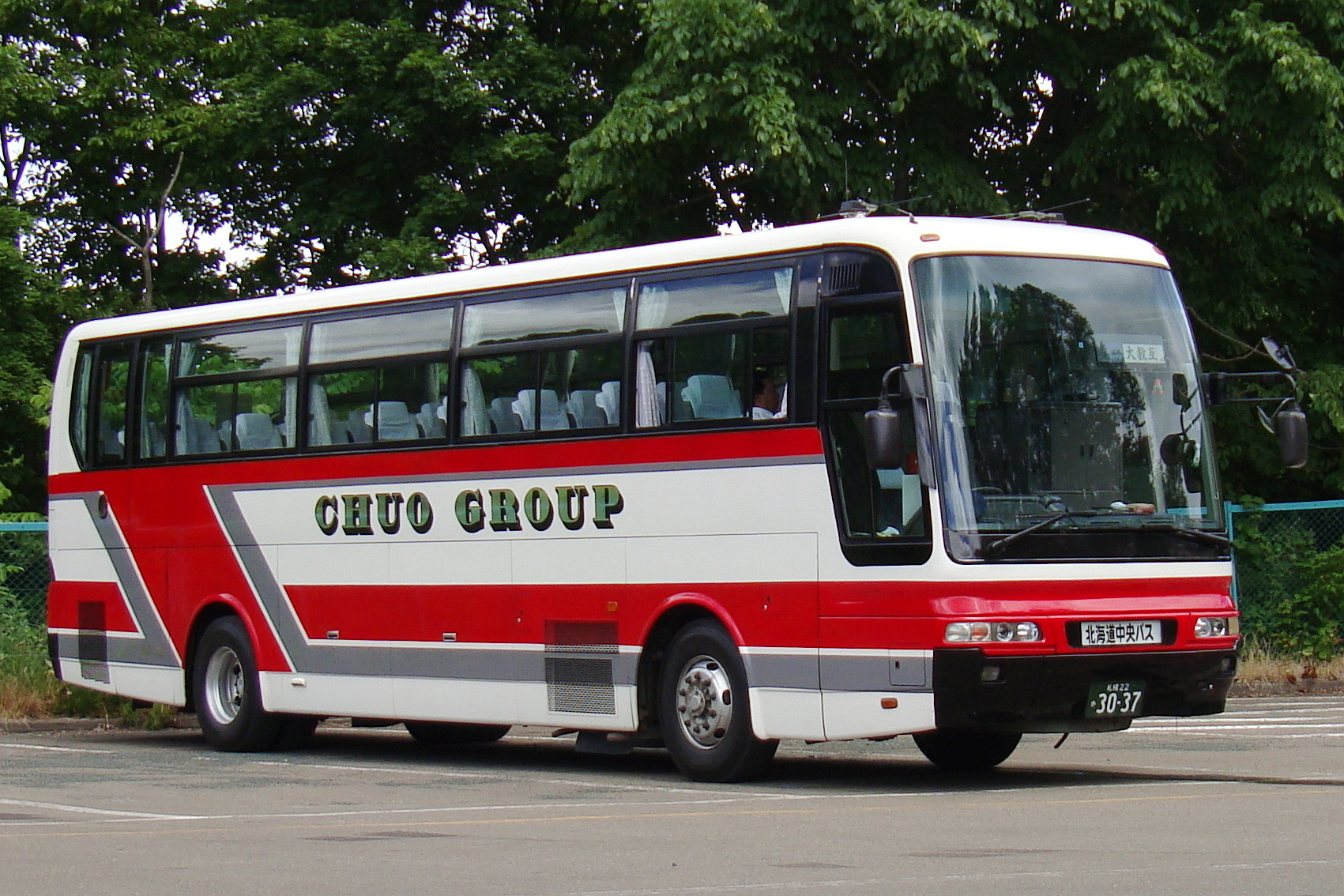
貸切車
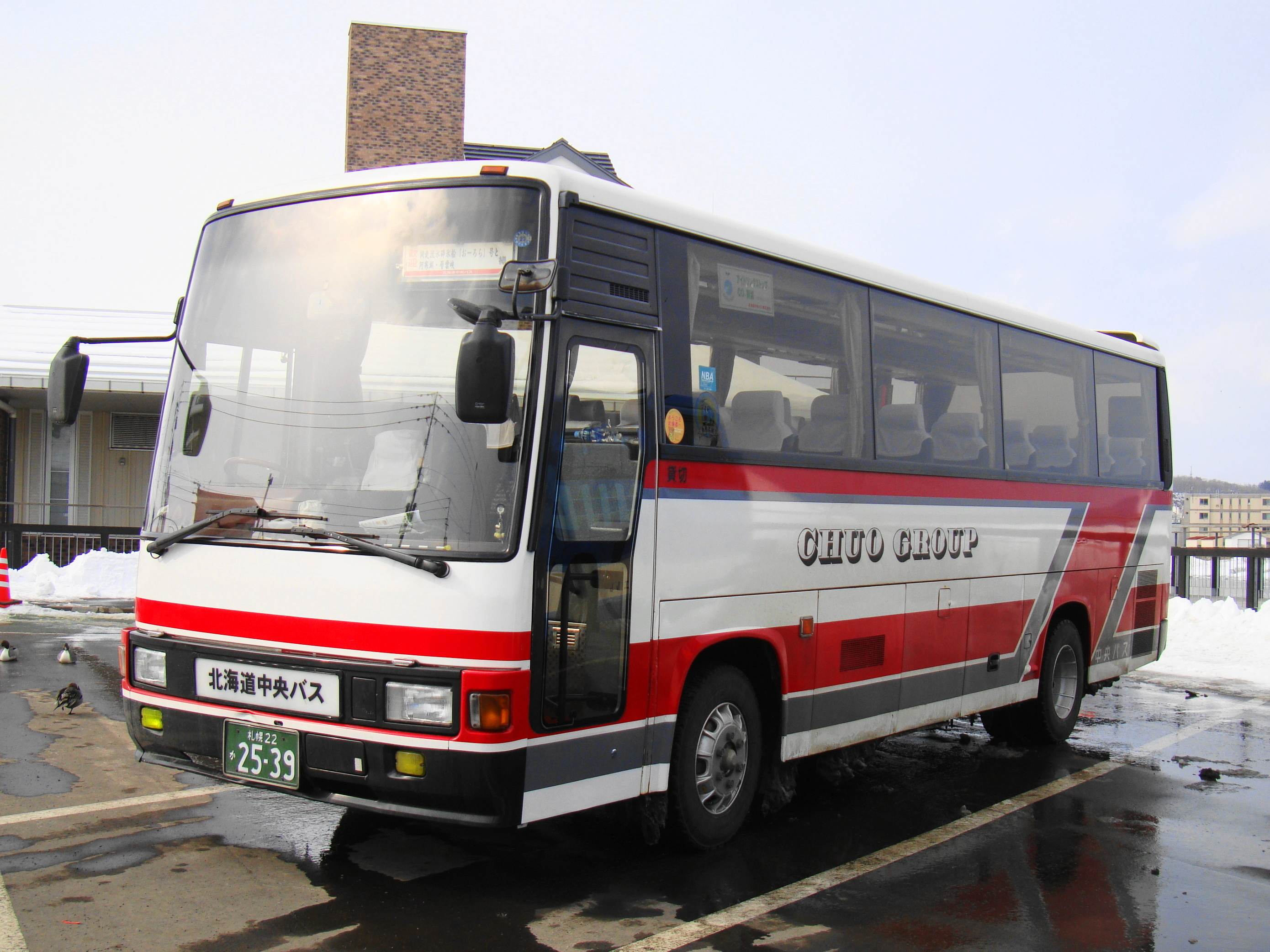
貸切車

#### 一般路線車カラー
一般路線車では赤白カラーが引き続き採用されていたが、創立50周年を機にデザインを一新することとし、中央バスグループ社員および家族を対象にした公募が行われた。他と同様に白地にワインレッドとグレーを組み合わせたデザインが決定し、1992年（平成4年）秋の導入車から採用された。

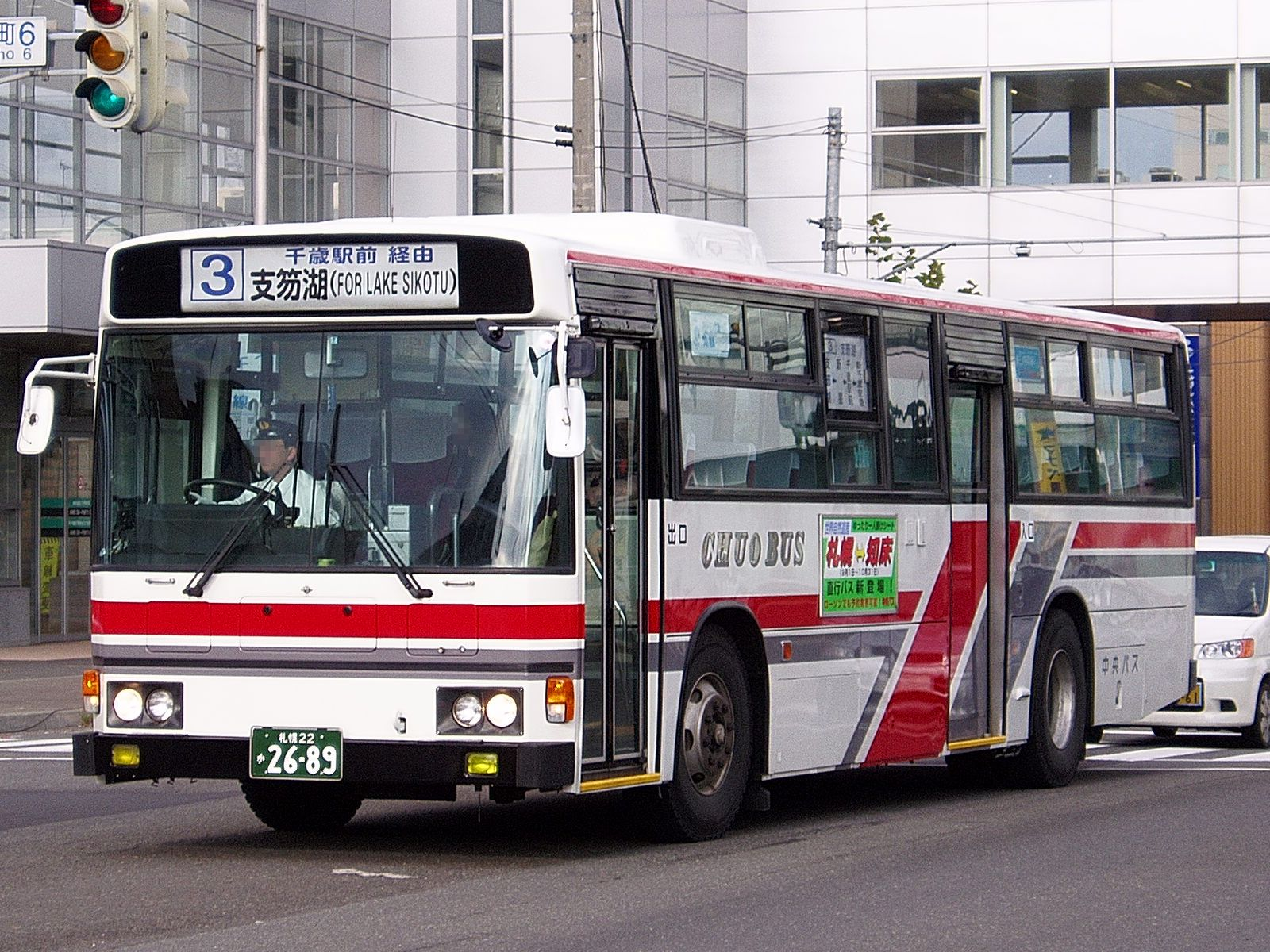
一般車（公式側）
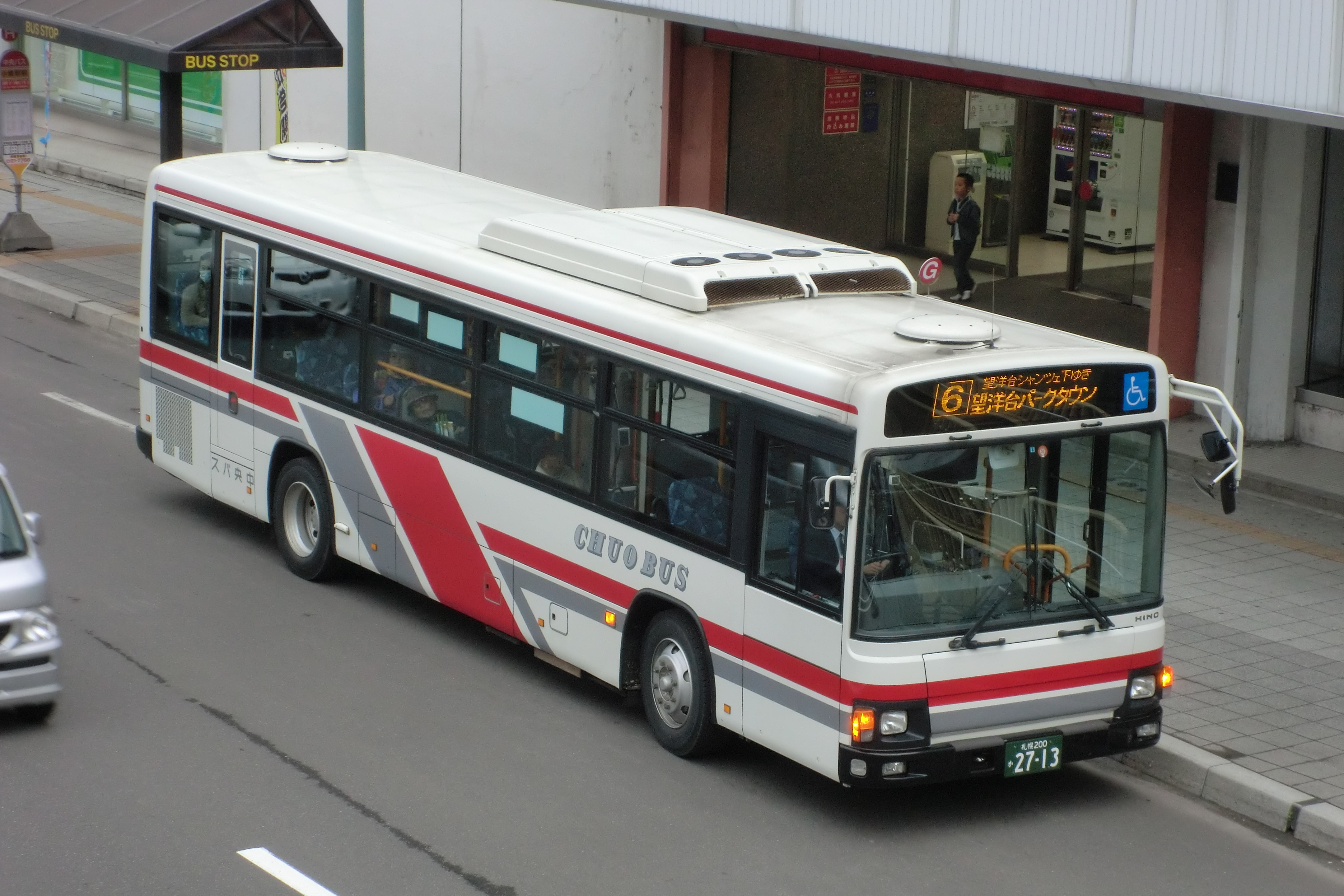
一般車（非公式側）
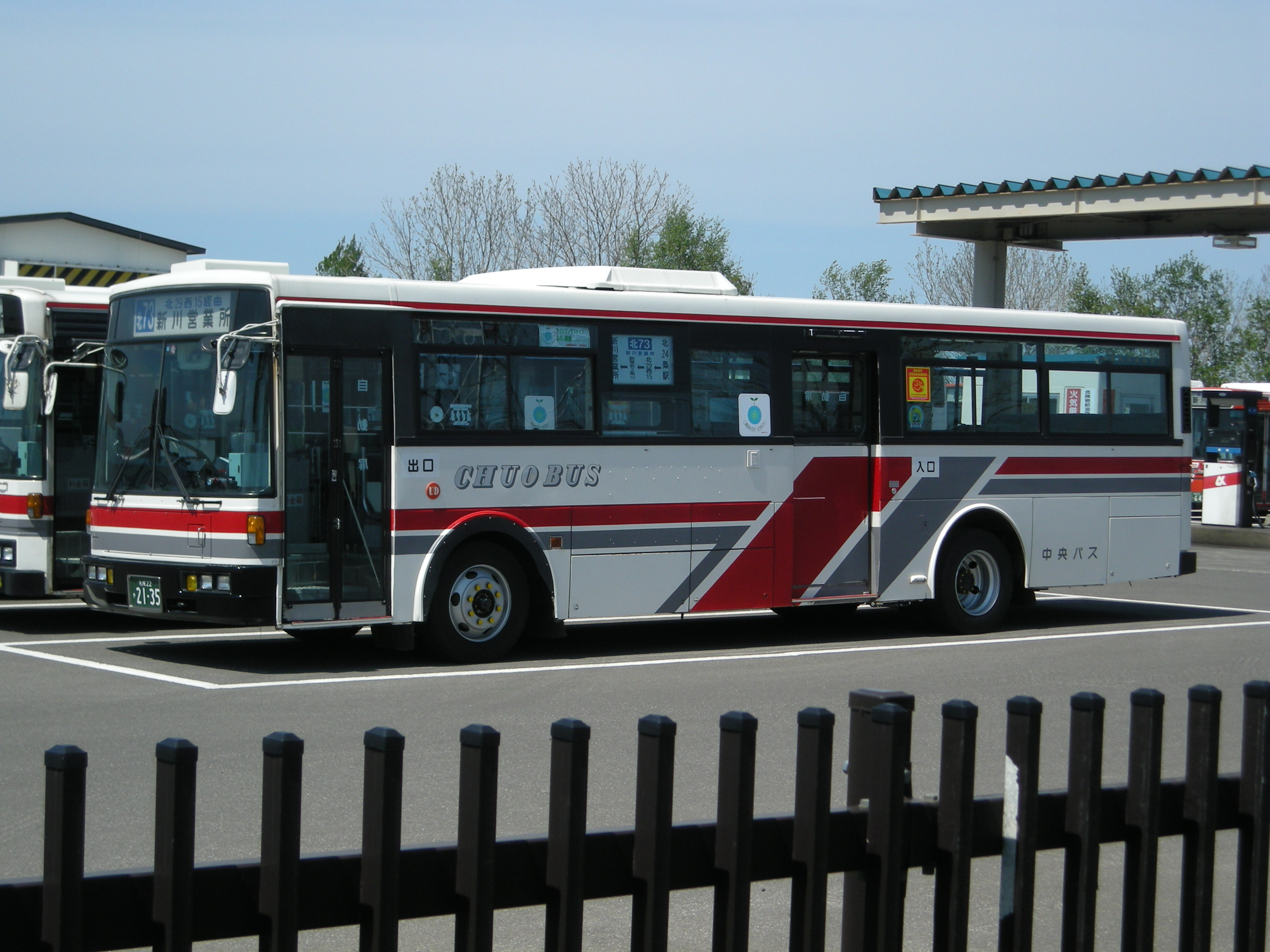
札幌市交通局（札幌市営バス）引継車
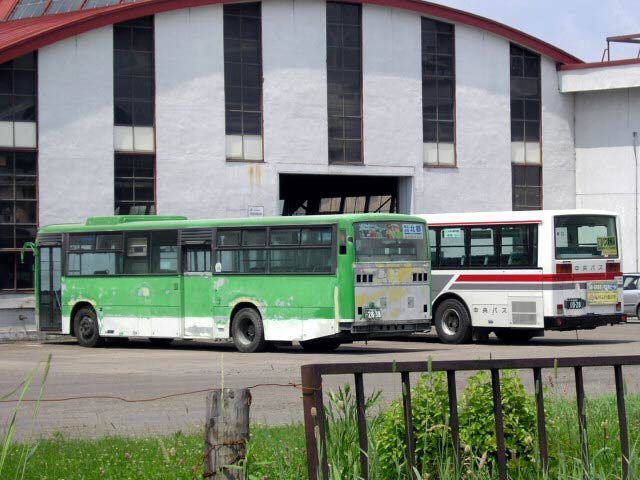
塗り替えを待つ札幌市営バス引継車
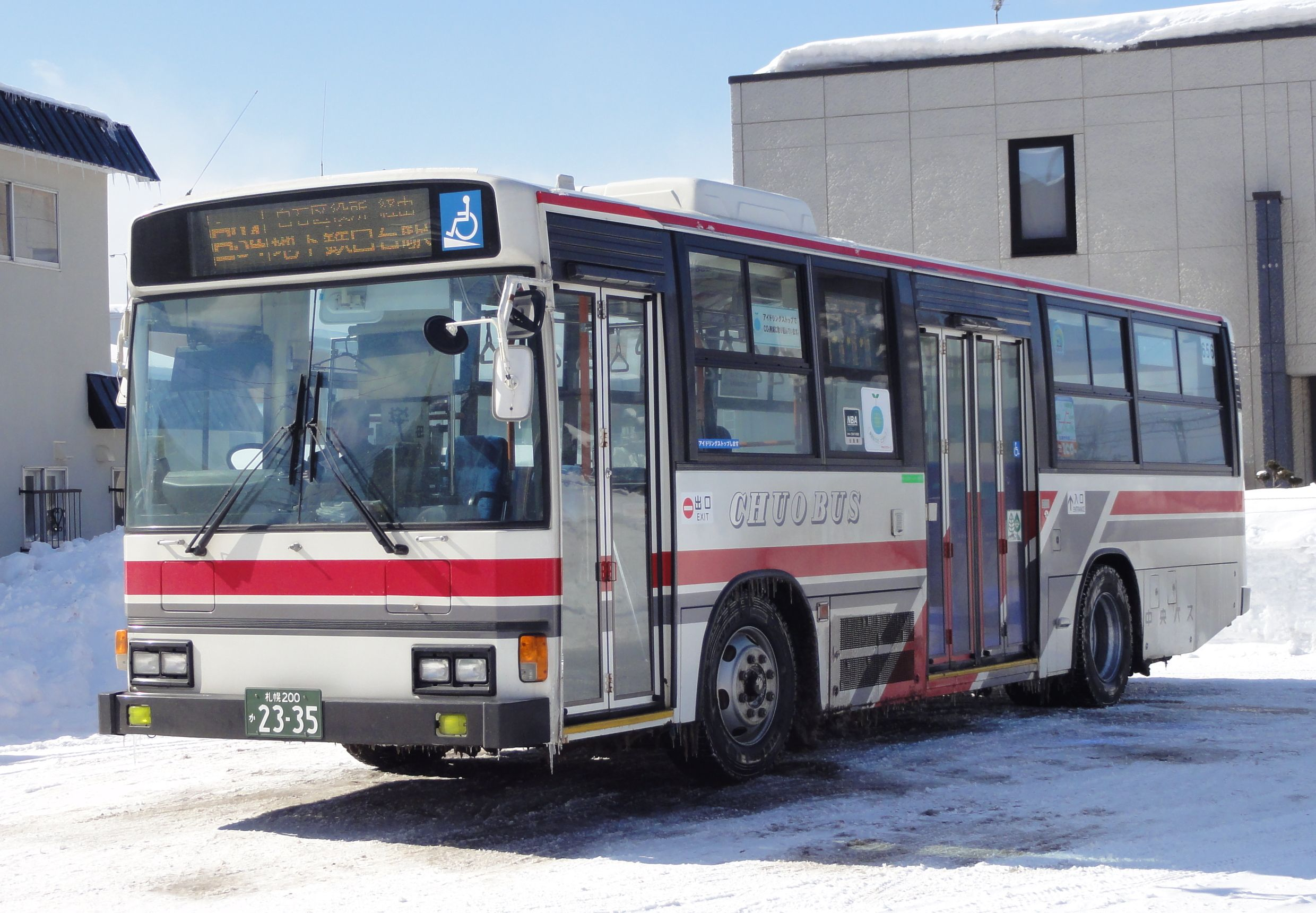
中古導入車 横浜市交通局（横浜市営バス）より
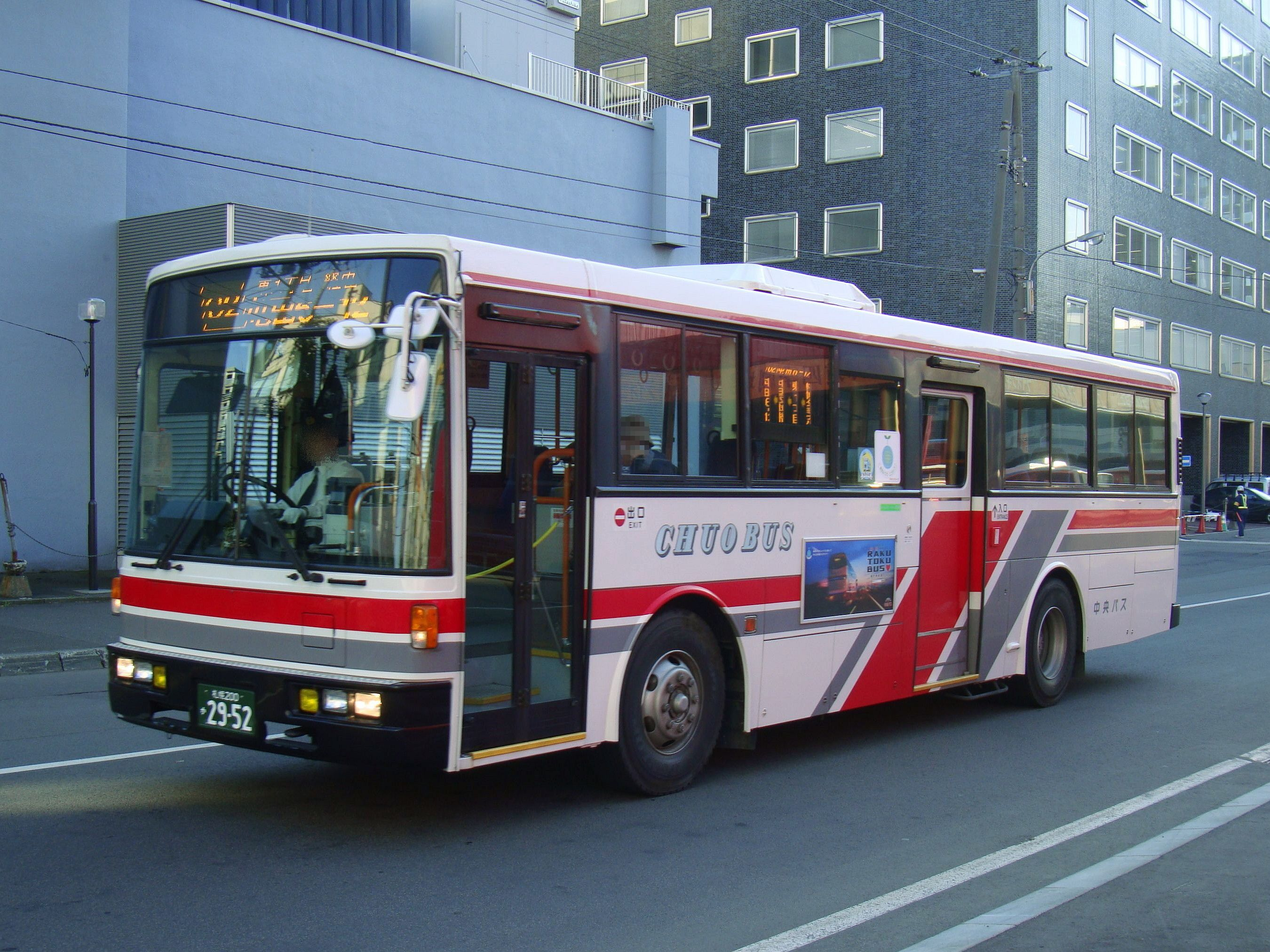
中古導入車 神奈川中央交通より

#### その他のカラー
標準カラー以外に、企業契約カラーや観光路線用の特殊デザインなどが導入される。

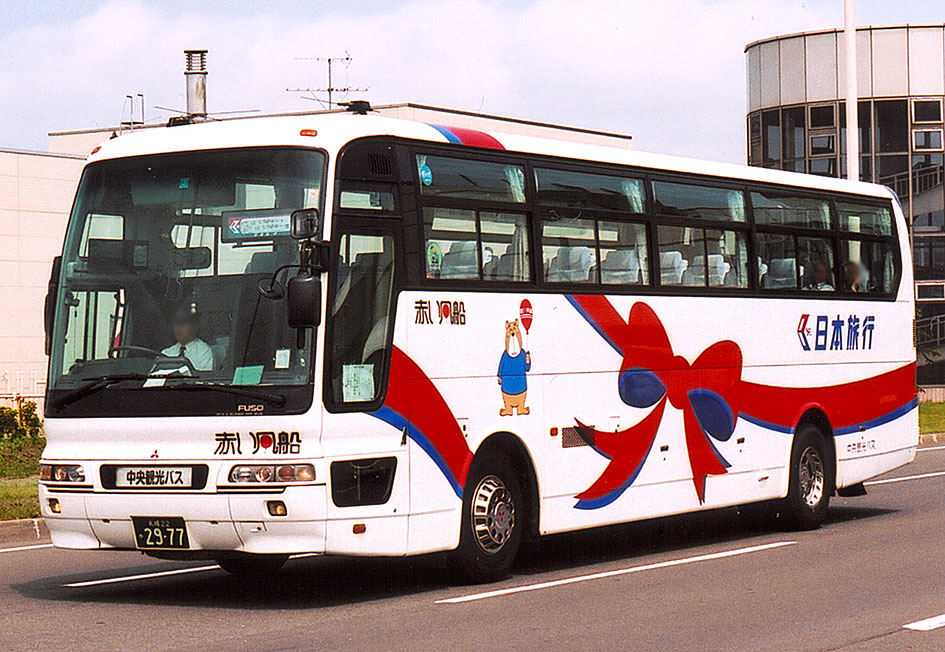
日本旅行 中央観光バスへ移管後
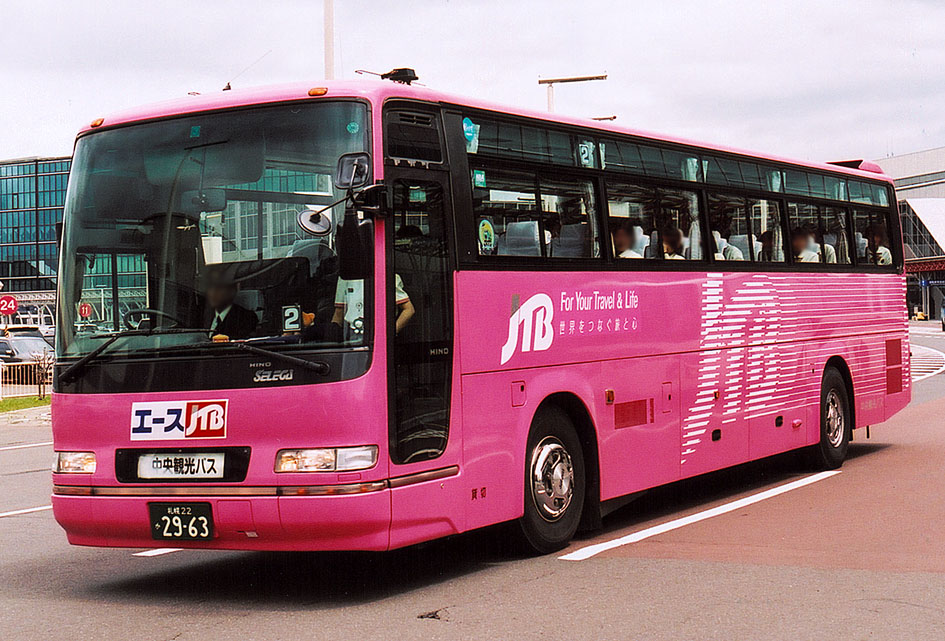
ジェイティービー 中央観光バスへ移管後
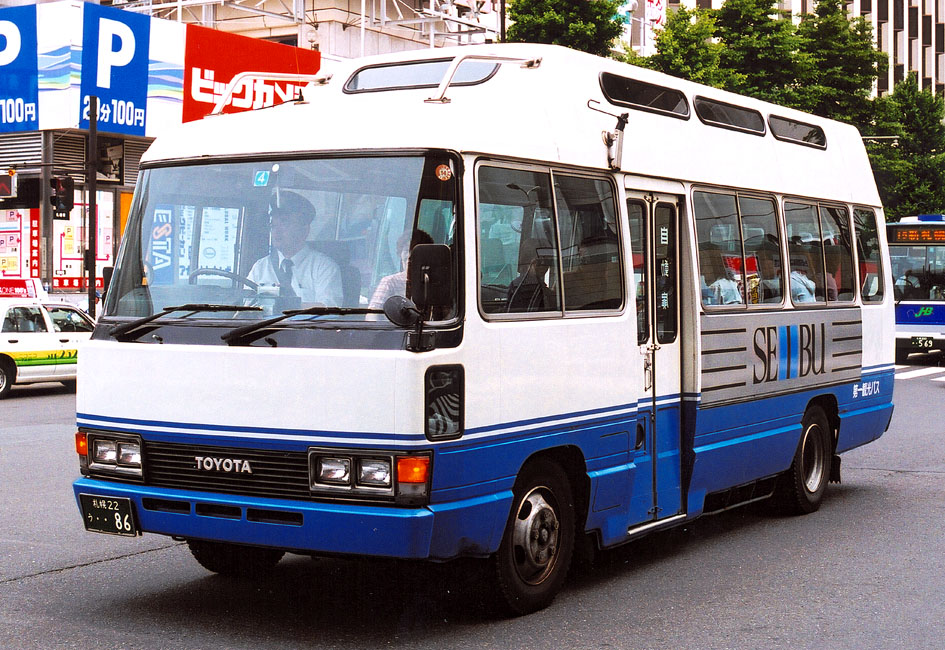
札幌西武 札幌第一観光バスへ移管後
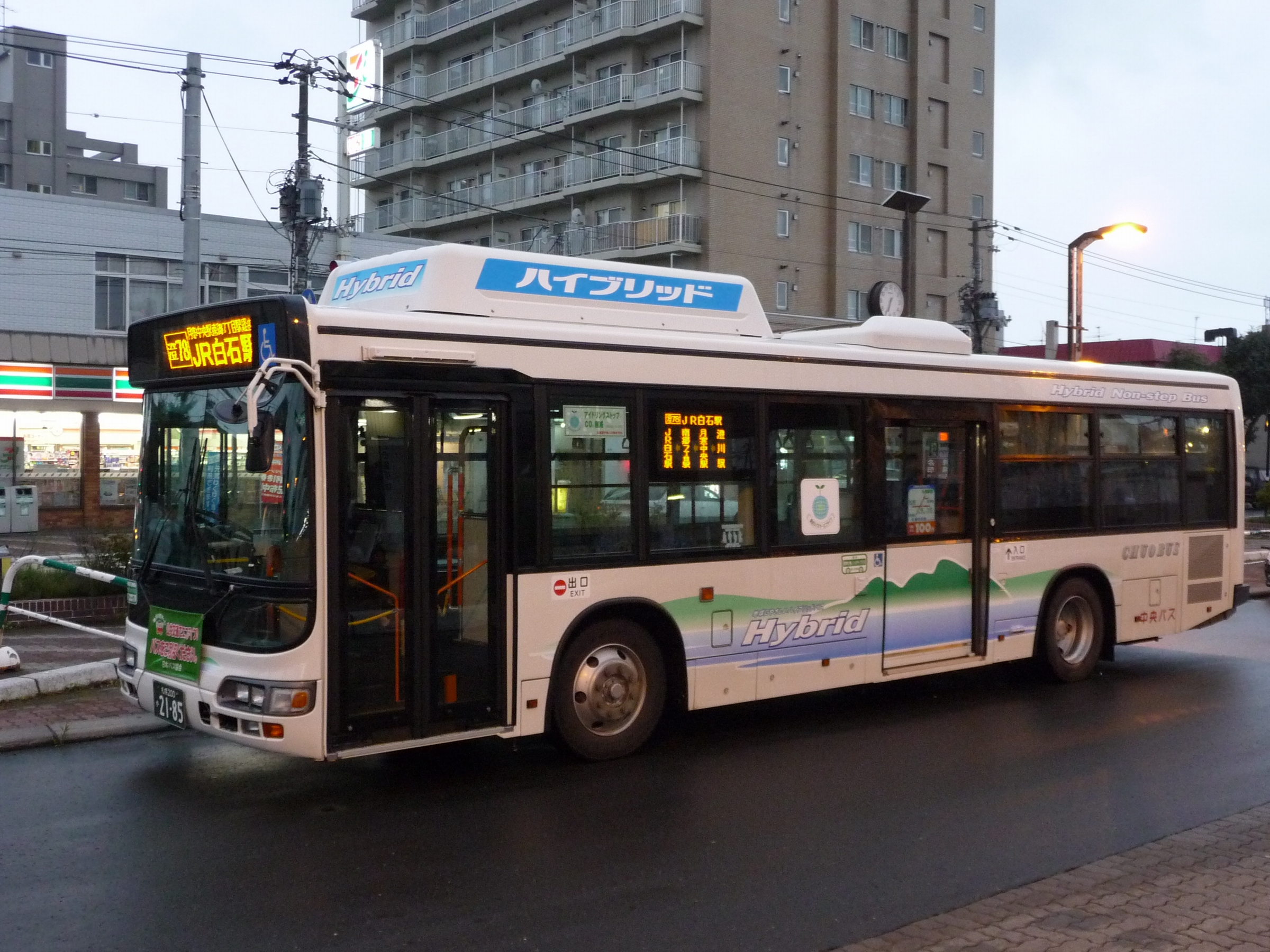
ハイブリッドバス
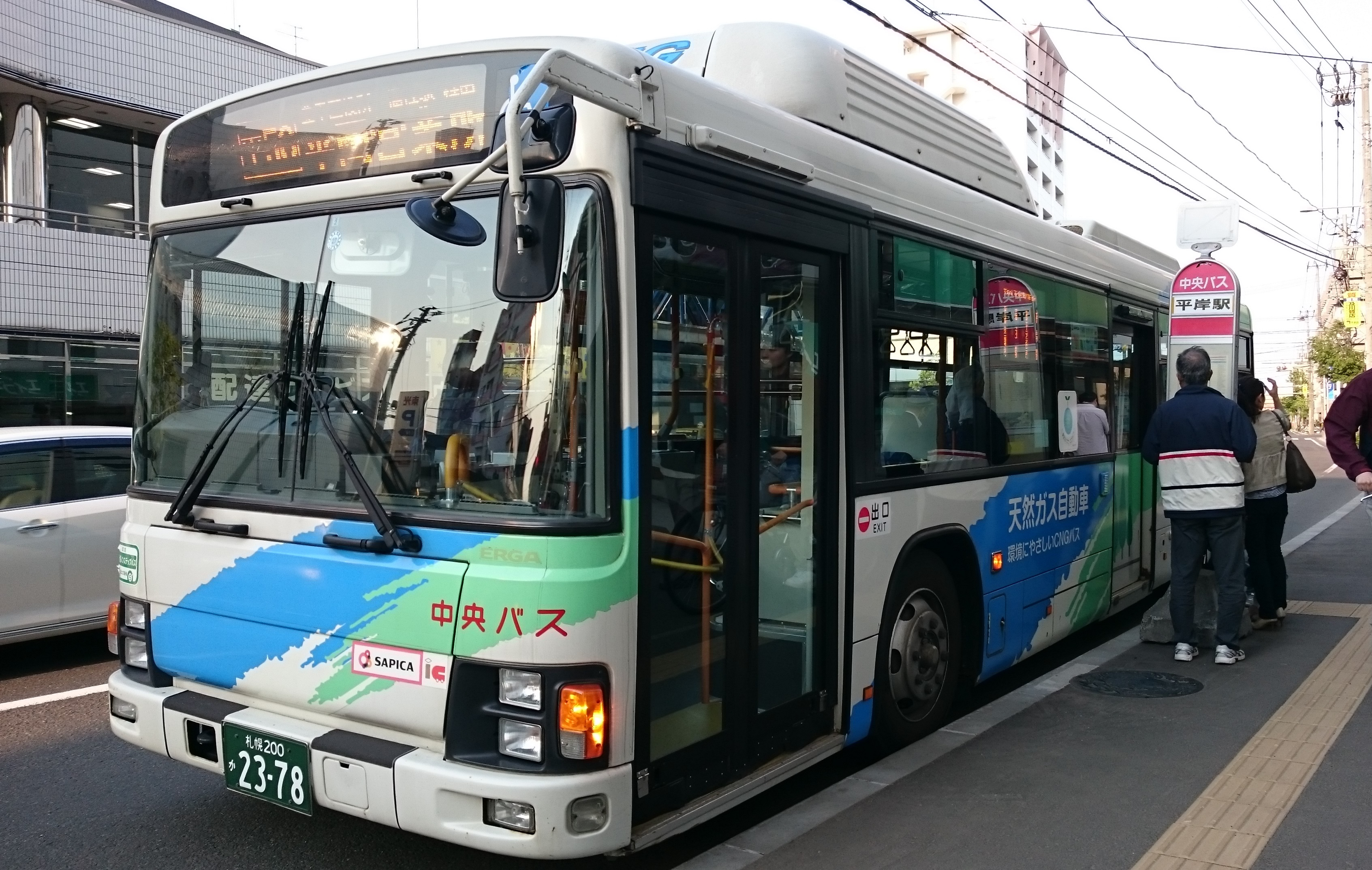
CNGバス
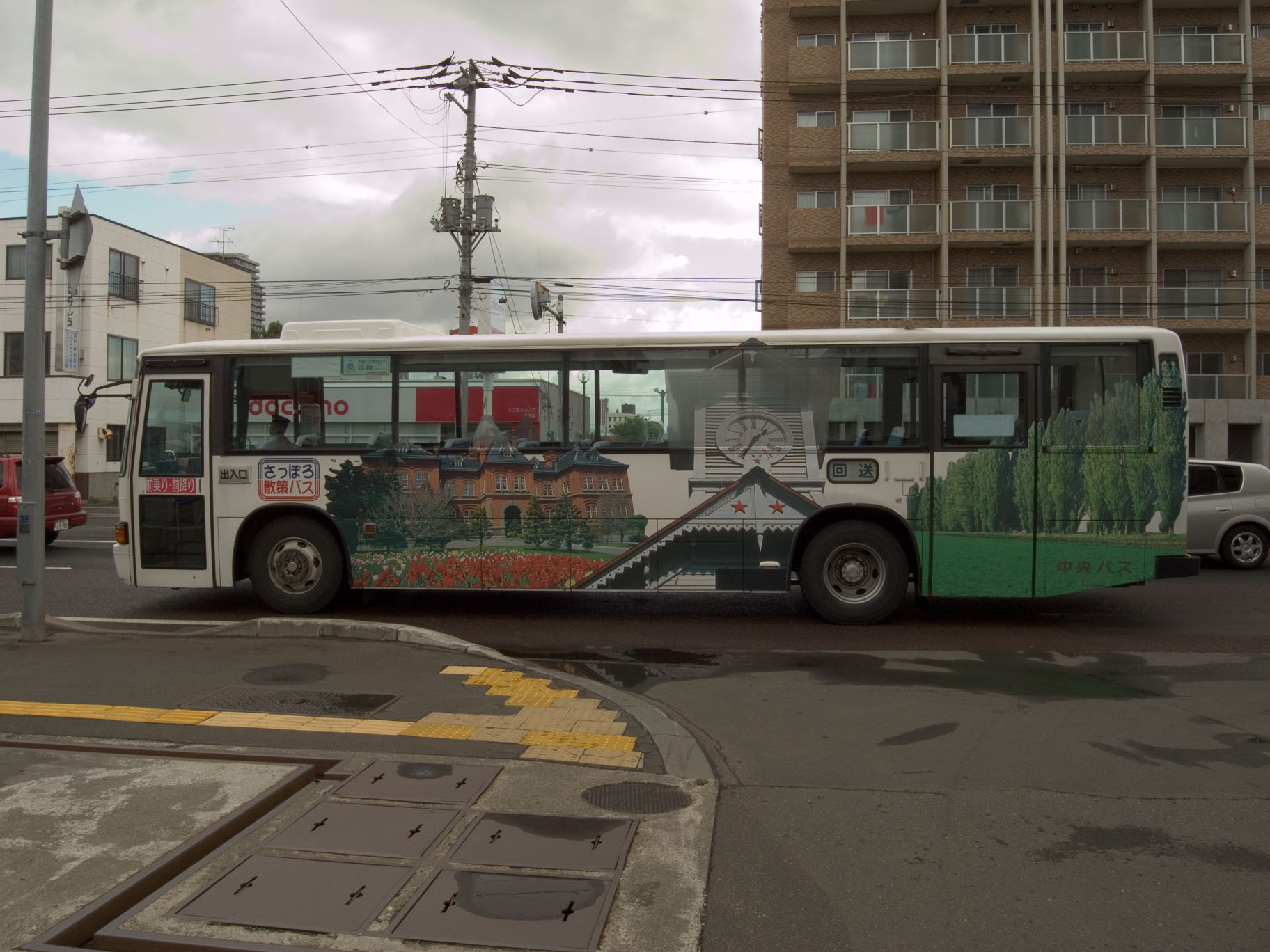
さっぽろ散策バス
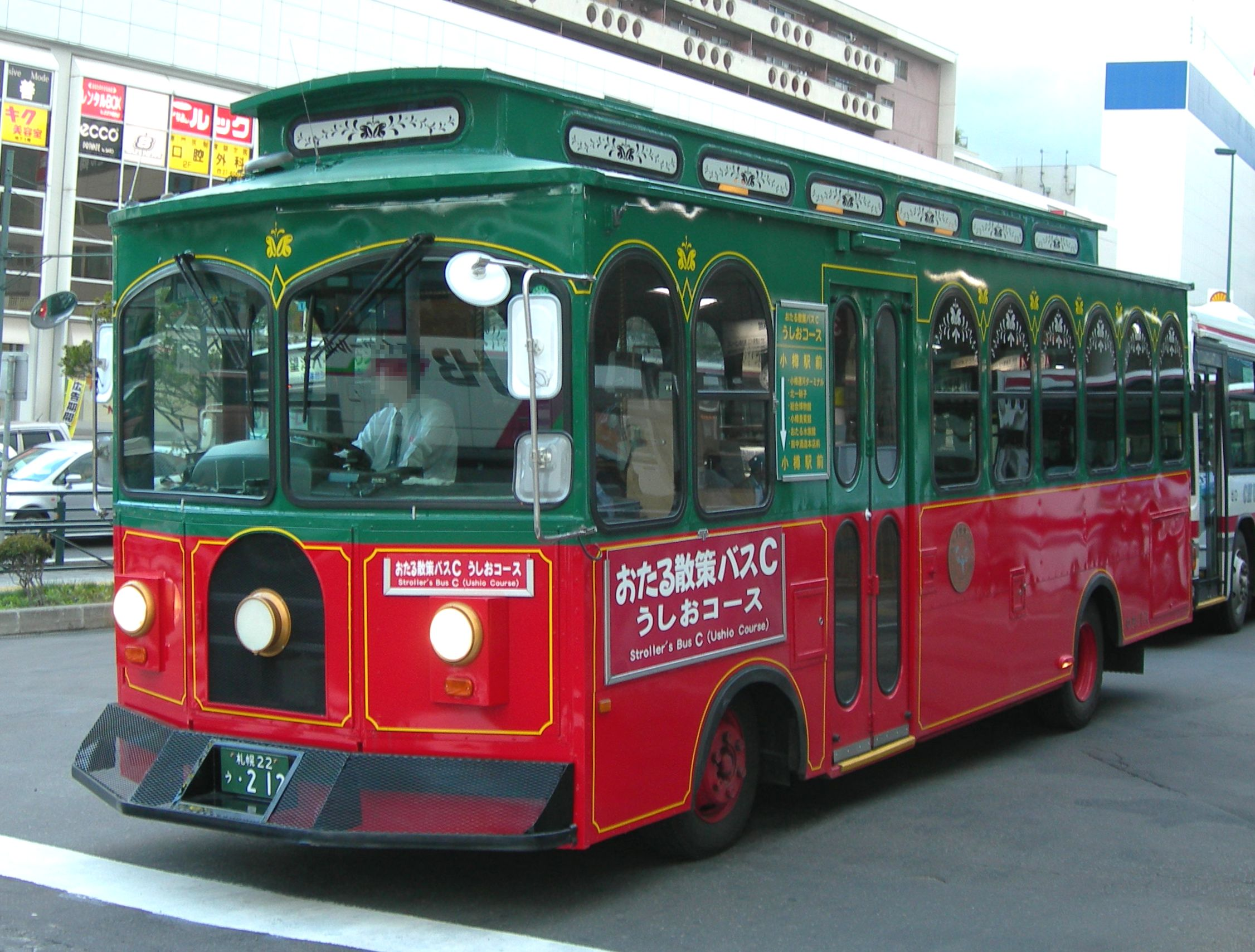
おたる散策バス（ろまん号）
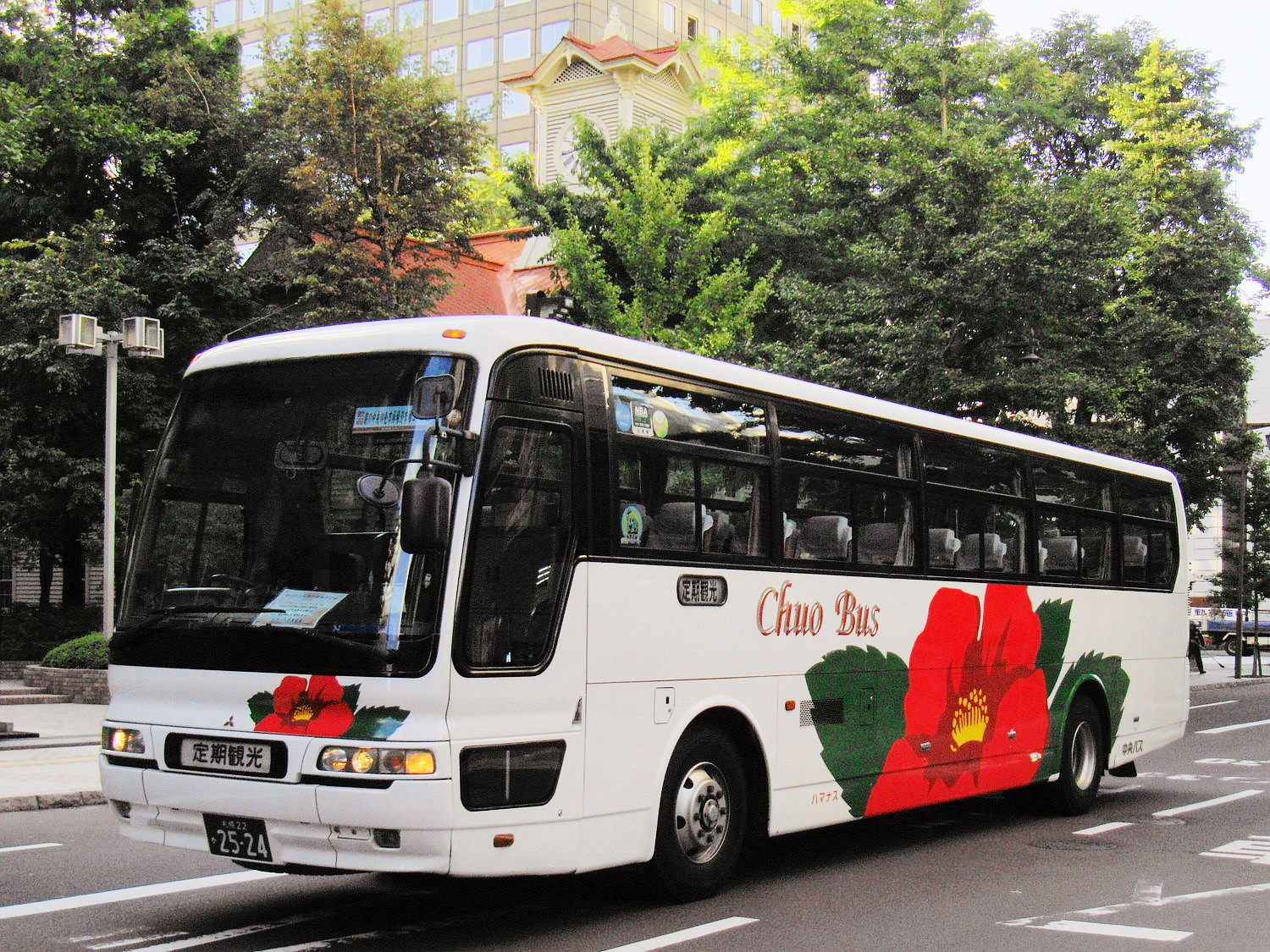
定期観光バス（フラワーバス）
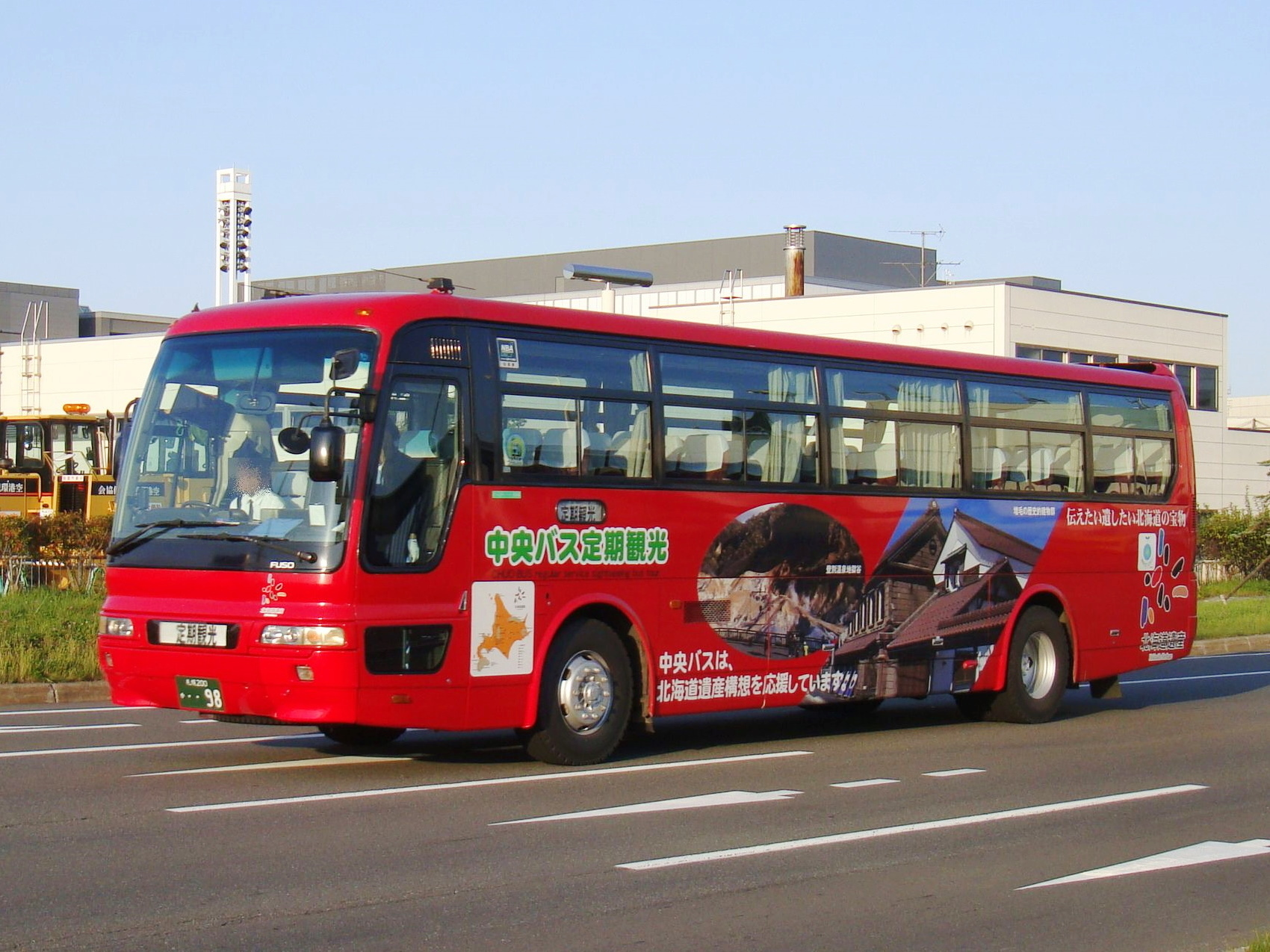
定期観光バス
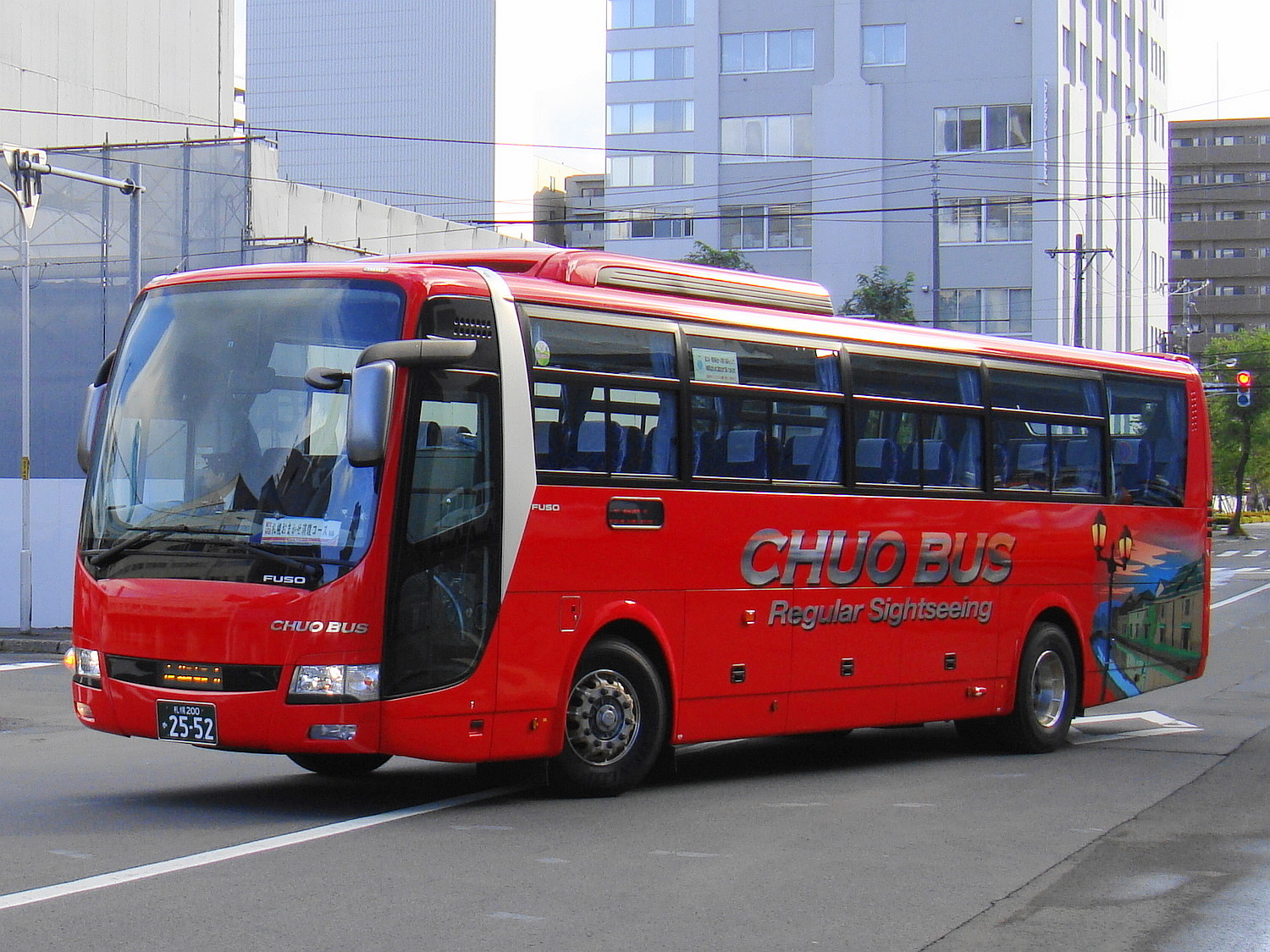
定期観光バス

## 関連事業

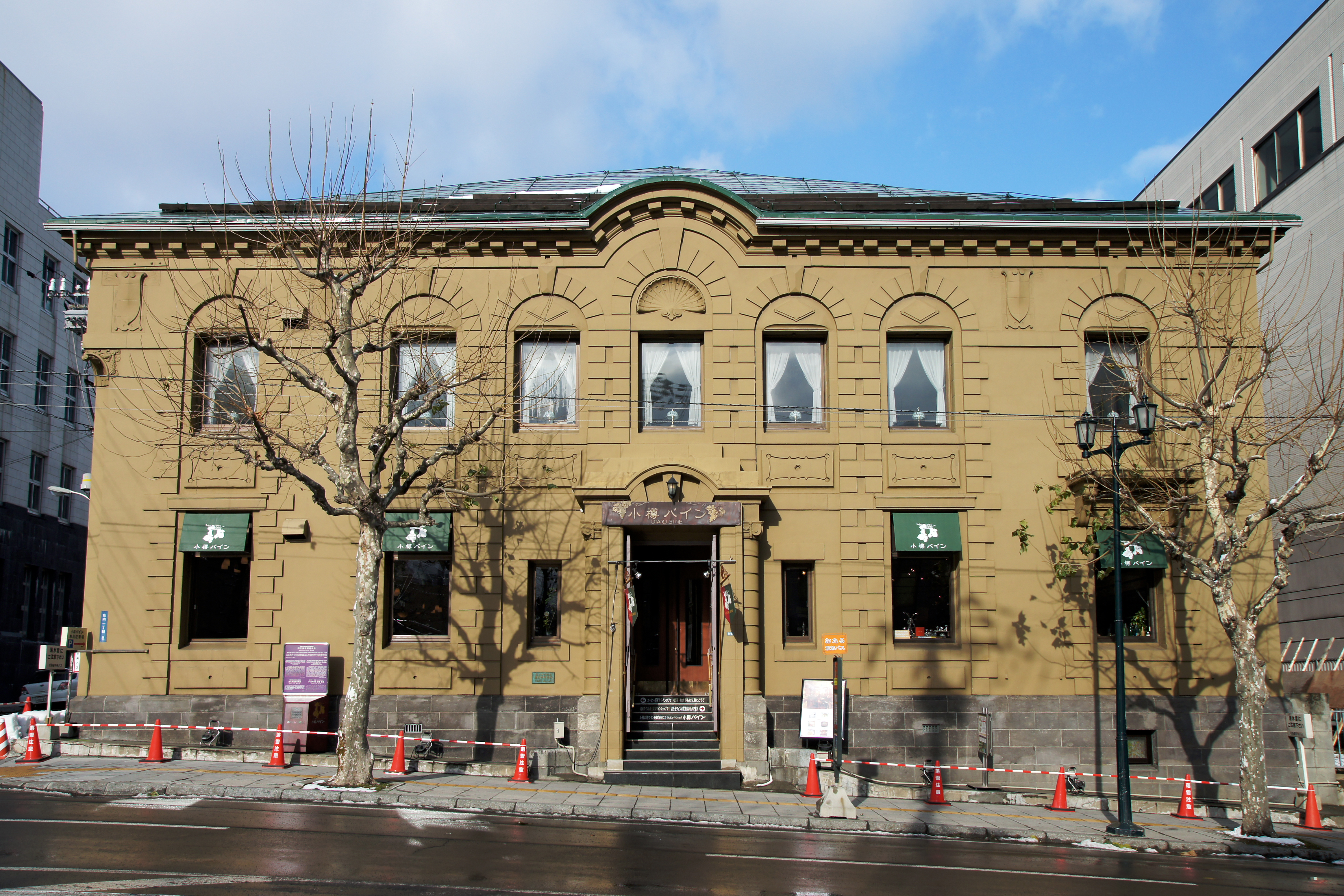
小樽バイン

中央バスが直営する関連事業は、小樽市の本社ビルで飲食業を行う「小樽バイン」、岩見沢市で不動産斡旋などを行う「岩見沢不動産センター」、ニセコ温泉郷の「いこいの湯宿 いろは」、南郷営業所跡地に開業した公衆浴場「湯めごこち 南郷の湯」がある。2011年（平成23年）に開始した「リンガーハットイオンモール苫小牧店」の運営は2020年（令和2年）3月に、2003年（平成15年）に開始した「はなまるうどん札幌南郷店」の運営は2023年（令和5年）3月20日に終了した。

### スーパーマーケット事業
かつて、子会社の中央バス商事が札幌市内に「MOT」(モット)の屋号でスーパーマーケット事業を展開していた。1982年に西友と提携して琴似店を開店し、6店舗を展開した。
1998年2月26日、中央バス商事はMOT6店舗の内5店舗の黒潮市場北海道への無償譲渡を発表。店名はMOT黒潮市場となり、従業員もそのまま移籍した。しかし、親会社の破産を受け、9月14日に営業を停止した。

### 茨戸園
かつて札幌市北区茨戸で公園施設「茨戸園」を運営していた。
札幌観江バスより引き継いだもので、遊覧船が運航されるがまわりは何もない自然公園状態であったため、1970年（昭和45年）頃より本格的な整備を開始。草花の観賞を主とし、レストハウス、ゴーカートなどの有料遊具、滑り台などの無料遊具を整備。1983年（昭和58年）度の入園者数は約9万人であった。
1986年（昭和61年）3月28日付で運営から撤退し、施設を札幌テルメ（現・シャトレーゼ ガトーキングダム サッポロ）へ譲渡した。

## 主なグループ会社
- ニセコバス[154]

ニセコ町に本社を置き、過去に中央バス一般路線が乗り入れていた倶知安町、蘭越町、黒松内町、長万部町、寿都町、島牧村など後志地方を営業エリアとするバス事業者。中央バスの一部営業所を譲渡している。
- 空知中央バス[154]

滝川市に本社を置き、過去に中央バス一般路線が乗り入れていた深川市、妹背牛町、秩父別町、沼田町など空知地方北部を営業エリアとするバス事業者。中央バス深川営業所の事業を譲渡し営業開始した。
- 札幌第一観光バス[154]

札幌圏で貸切バスを中心に営業するバス事業者。
- 中央バス自動車学園[154]

普通・二輪・大型免許の教習を行う他、中央バス乗務員の再教育コースとしても使われている。
- 中央バス観光開発[154]

小樽天狗山スキー場の運営。
2024年2月20日、中央バス観光として設立。同年4月1日、社名変更。
- 中央バスニセコ観光開発[154]

ニセコアンヌプリ国際スキー場の運営。
2024年4月1日、中央バス観光開発から社名変更。
- 中央バス商事[154]

ターミナル、札幌市営地下鉄駅構内売店の経営。バス車内放送およびデジタルサイネージの制作、広告の取扱などの後方支援業務。
- 勝井建設工業[154]

建設業。岩見沢市に本社を置く。
- 泰進建設

札幌市に本社を置く建設業者。グループ内の建築関連工事一式を手がけている。